# Pieter Bruegel den äldre
Pieter Bruegel den äldre (eller Brueghel), född mellan 1525 och 1530 i Breda i nuvarande Nederländerna, död 9 september 1569 i Bryssel, var en inflytelserik flamländsk renässanskonstnär. Han var far till Pieter Brueghel den yngre och Jan Brueghel den äldre.

## Biografi

### Familj och uppväxt
Pieter Bruegel den äldre uppkallades efter sin födelseort som tros ha legat i närheten av Breda, men konsthistorikerna har inte kunnat fastställa byns exakta position. Även hans födelsedatum är osäkert, liksom närmare detaljer om hans skolning. Det är troligt att Bruegel sattes i lära i Antwerpen hos Pieter Coecke van Aelst, vars dotter Mayken han 1563 gifte sig med.   
Han signerade sina verk "Bruegel" (några tidiga verk signerades "Brueghel") och kallades Bondebruegel på grund av sina motivval av senare konsthistoriker för att särskilja honom från andra medlemmar av den målarfamilj han blev stamfar för. Han var far till Pieter ”Helvetesbruegel” Brueghel den yngre (1564–1638) och Jan "Sammetsbrueghel" Brueghel den äldre (1568–1625) samt en dotter som inget är känt om. Båda sönerna var små när fadern dog 1569 men blev senare själva framgångsrika konstnärer. Pieter Brueghel den yngre arbetade i huvudsak med att kopiera faderns verk. Hans söner stavade vanligen efternamnet Brueghel och den tredje generationen Breughel.

### Italienresa
Strax efter att Bruegel 1551 utnämns till mästare i Antwerpens Lukasgille företog han en längre resa till Italien tillsammans med geografen Abraham Ortelius. Troligtvis avreste han våren 1552 och reste söderut via Paris och Lyon. Han uppehöll sig i Rom, Neapel, Reggio di Calabria, Messina och Milano. Hemresan inleddes 1553 och han färdades sannolikt via Alperna innan han året därpå återvände till Antwerpen. Ett intressant faktum är att hans långa studieresa i Italien satte få spår i hans motivval; när han återvände var han tämligen opåverkad av det italienska renässansmåleriet och fortsatte att arbeta vidare i oförändrad flamländsk stil. Den enda målning i hans oeuvre med tydligt italiensk motiv är Sjöslag i Neapelbukten (cirka 1560) som är en historiemålning och inget han bevittnat med egna ögon. Det finns dock ett antal teckningar bevarade från resan som skildrar landskap, bland annat berglandskap som antas vara Alperna.

### Antwerpen
I Antwerpen försörjde han sig under många år på att göra teckningar till gravyrer som gavs ut av den humanistiske grafikhandlaren Hieronymus Cock. Han utförde dem troligtvis i akvarell, men dessa arbeten har gått förlorade. Han började måla i olja relativt sent i livet och hans tidiga mästerverk Nederländska ordspråk är signerad 1559. 
I Antwerpen umgicks han i humanistiska kretsar kring den lärde poeten Dirck Volckertszoon Coornhert, boktryckaren Christophe Plantin, gravören Hubert Goltzius(en) och Abraham Ortelius. Trots sina ofta enkla vardagliga motiv tros Bruegel har varit en samhällsengagerad konstnär som velat förmedla såväl moraliska och religiösa som politiska budskap med sin konst även om de för moderna människor ofta är svåra att utläsa. Han tycks inte ha varit beroende av kyrkliga beställningar och behandlade religiösa ämnen på ett egendomligt tvetydigt sätt i till exempel Liknelsen om de blinda (1568).

### Bryssel
I samband med giftermålet 1563 med Mayken Coecke, dotter till Coecke van Aelst och Mayken Verhulst, flyttade Bruegel till Bryssel. Det är möjligt att flytten föranleddes av den politiska oron som rådde i Flandern. Vid denna tidpunkt blev den i Antwerpen boende köpmannen Nicolaes Jonghelinck(en) en viktig mecenat. Bruegels mest kända målningar, de sex (varav en är förkommen) årstidsbilderna tillkom 1565 efter en beställning från Jonghelinck. Bruegel dog 1569 i Bryssel och begravdes i Kapellekerk(en), samma kyrka som han gifte sig i.

## Stil och motivval
Bruegel är främst känd för att utvecklat och gett status till genremåleriet som kom att bli typisk för det nederländska och flamländska måleriet på 1600-talet. Han var både berest och beläst men skildrade helst den lokala och samtida bondebefolkningen – därav sitt sentida smeknamn Bondebruegel. Hans folklivsskildringar är vanligen rika på såväl figurer som detaljer, till exempel det tidiga mästerverket Nederländska ordspråk som följdes av flera liknande myllrande och livfulla kompositioner såsom Striden mellan fastlagen och fastan (1559) och Barnlekar (1560). I sina målningar överförde Bruegel renässansens idealiserade människobild på bondeståndet, som han skildrar både i hårt arbete och i fest. Bondbröllop (cirka 1568), Bonddans (1568) och Bröllopsdansen (1566) är en trio genremålningar som avbildar lantbefolkningens firande av högtider i konstnärens hemtrakter i Flandern. 
Bruegel målade även ett flertal skildringar av bibliska episoder överförda till flamländska landskap, till exempel Babels torn (1563), Konungarnas tillbedjan (1564), Barnamorden i Betlehem (1565–1566) och Folkräkningen i Betlehem (1566). Fantasilandskap, möjligen influerad av sin resa över Alperna men framför allt av Joachim Patinirs så kallade världslandskap(en), syns i Landskap med flykten till Egypten (1563) och Ikaros fall (cirka 1560). Där dominerar bakgrundens storslagna bergslandskap förgrundens små staffagefigurer; förgrunden utmärks av varma färgtoner som övergår till kallare och blåare nyanser i bakgrunden vilket ger en illusion av luftperspektiv. Hans kanske mest kända verk och främsta landskapsmålningar är de sex målningar (varav en är förkommen) som skildrar den flamländska landsbygden under olika årstider, stämningar och skiftande väderlek. De anknyter till de medeltida tideböckerna och månadsbilderna (men skildrar egentligen tvåmånadersperioder) och omfattar: Jägarna i snön (december–januari), Den dystra dagen (februari–mars), Höbärgningen (juni–juli), Skördemän (augusti–september) och Hjorden återvänder (oktober-november).
Bruegels förening av realism och symbolism visar på starka influenser från Hieronymus Bosch, vilket tydligast framgår av De upproriska änglarnas fall (1562 – troddes länge vara utförd av Bosch men 1900 hittades Bruegels signatur gömd under ramen), Dödens triumf (1562) och Dulle Griet (1563). Det senare skildrar ett helveteslandskap befolkat av den medeltida folksagans djävlar och har inspirerat 1900-talets poeter, målare och filmregissörer, medan Dödens triumf med sitt nästan mekaniska utplånande av människor i tusental har uppfattats avbilda krigets vansinne. Målningarnas tillkomst sammanfaller med religiöst och politiskt oroliga tider då allt fler ifrågasatte såväl den katolska kyrkan som spanjorernas (habsburgarnas) styre över Nederländerna. Bara ett par år senare stormade kalvinisterna katolska kyrkor i så kallade bildstormar och 1568 bröt de nederländska frihetskriget ut. I Barnamorden i Betlehem lät han avbilda Herodes den stores barnamördande soldater med Habsburgarnas dubbelörn på bröstet (senare övermålad av kejsar Rudolf II). Andra verk där Bruegel kommenterar sin samtid är Liknelsen om de blinda och Tiggarna (båda 1568) som bör tolkas symboliskt; i båda uttrycker konstnären en djup inlevelse i livets mörka sidor. Den förra rymmer antagligen kritik mot katolska kyrkan då de blinda är relativt välklädda och har fyllda penningpungar – såsom katolska präster ofta avbildades i propagandan mot dem. Likt Babels torn och Ikaros fall innehåller den också en varning för högmod och dårskap som ligger i linje med vännen Coornherts tankar och Boschs bilder (jämför Narrskeppet). Tiggarna har varit föremål för många tolkningar utan att någon enskild blivit accepterad som den rätta, men sannolikt anspelar den på de så kallade gueuserna (franska för "tiggare"), en politisk gruppering som ifrågasatte spanjorernas styre.

## Konstverk
Bruegels konstnärliga verksamhet i form av gravyrer är dokumenterad från 1553. Det finns ett antal tidiga målningar som dateras till 1550-talet men i flera fall har äktheten ifrågasatts. Liknelsen om såningsmannen är daterad 1557 och troligen Bruegels äldsta kända målning även om den också varit ifrågasatt.
Det finns omkring 45 bevarade målningar av Bruegel, varav 12 av dem finns i Kunsthistorisches Museum i Wien. Man vet att ett antal konstverk har gått förlorade, till exempel Ikaros fall som bara är känd genom kopior. De flesta målningarna är utförda i olja, men det finns också några som målats med temperafärg, bland annat Misantropen och Liknelsen om de blinda. Det finns även kvar ett stort antal skisser och gravyrer av honom.  

### Målningar kronologiskt ordnade
Se även alfabetisk lista över urval av Bruegelmålningar.

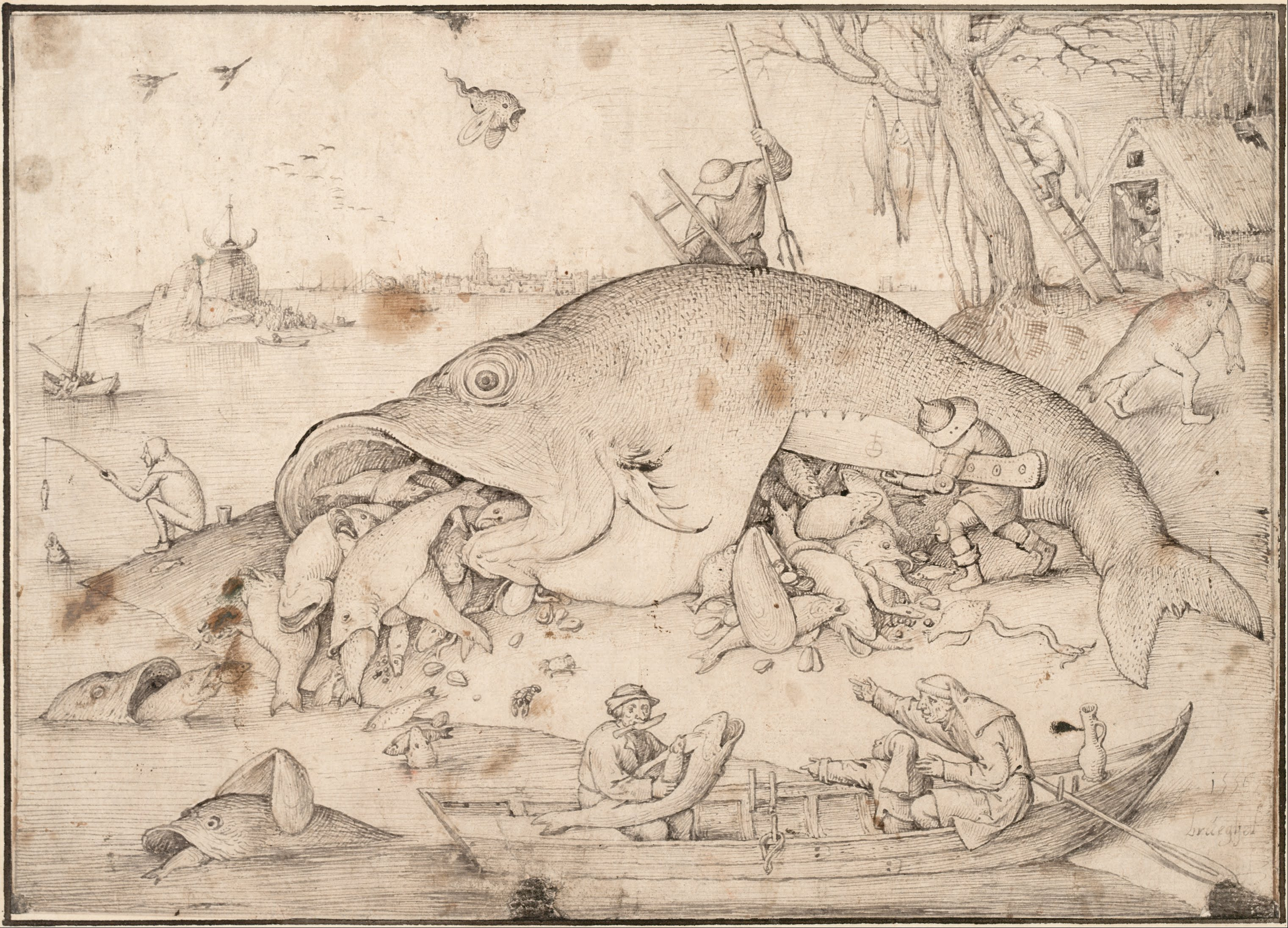
Den stora fisken äter den lilla, 1556, Albertina.
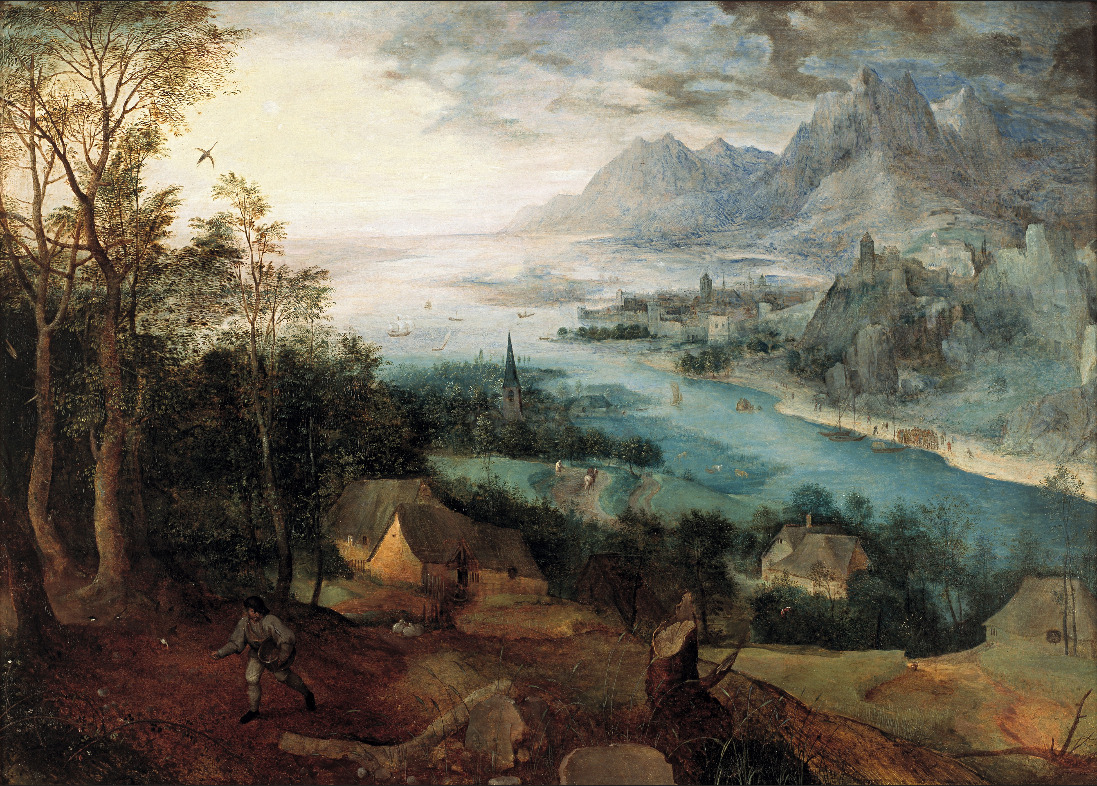
Liknelsen om såningsmannen, 1557, Timken Museum of Art i San Diego. Möjligen Bruegels äldsta bevarade målning.
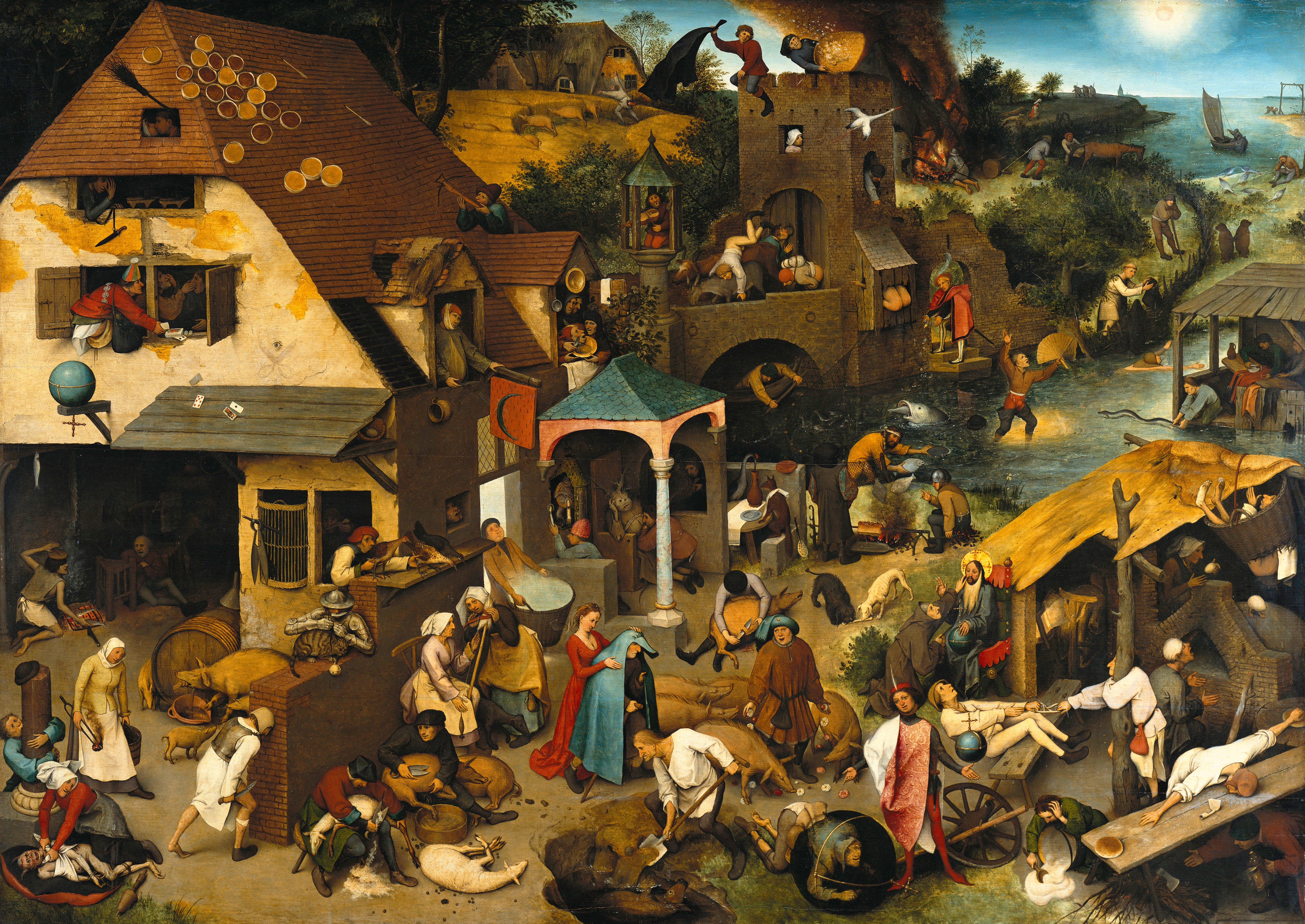
Nederländska ordspråk, 1559, Gemäldegalerie. Den illustrerar flera ordspråk och idiom.
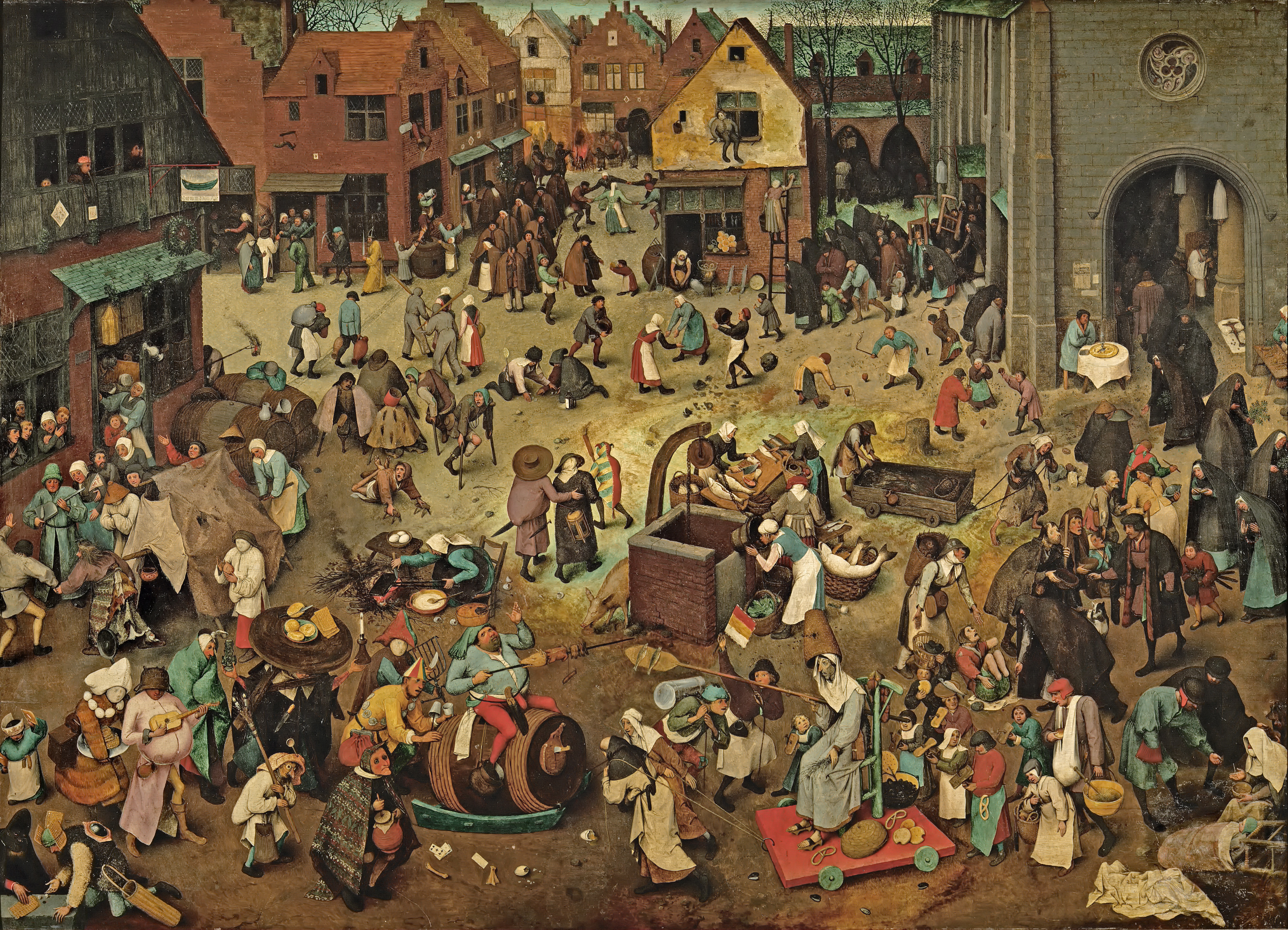
Striden mellan fastlagen och fastan, 1559, Kunsthistorisches Museum. Det finns även oljeskiss på Statens Museum for Kunst med samma namn.
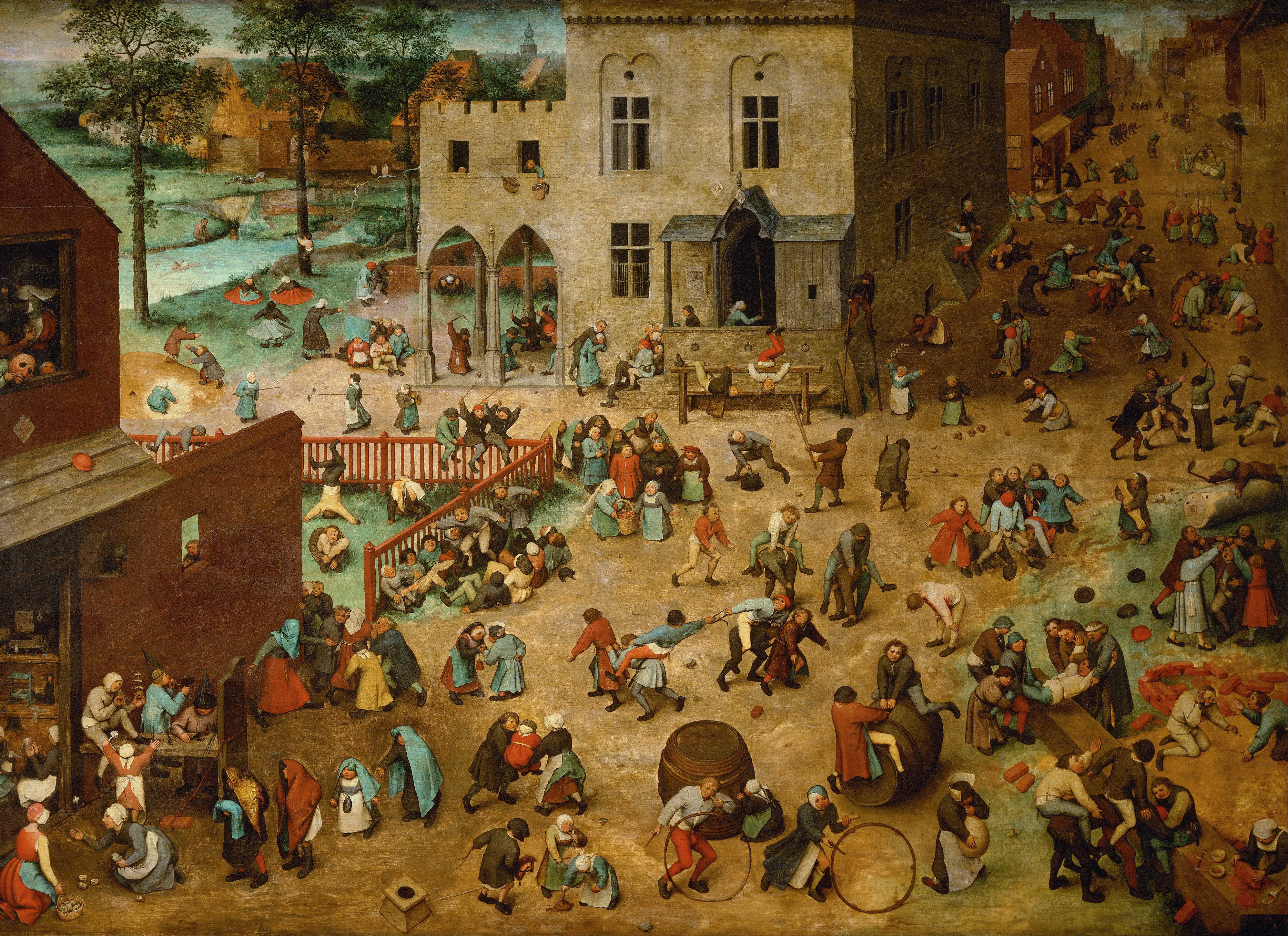
Barnlekar, 1560, Kunsthistorisches Museum.
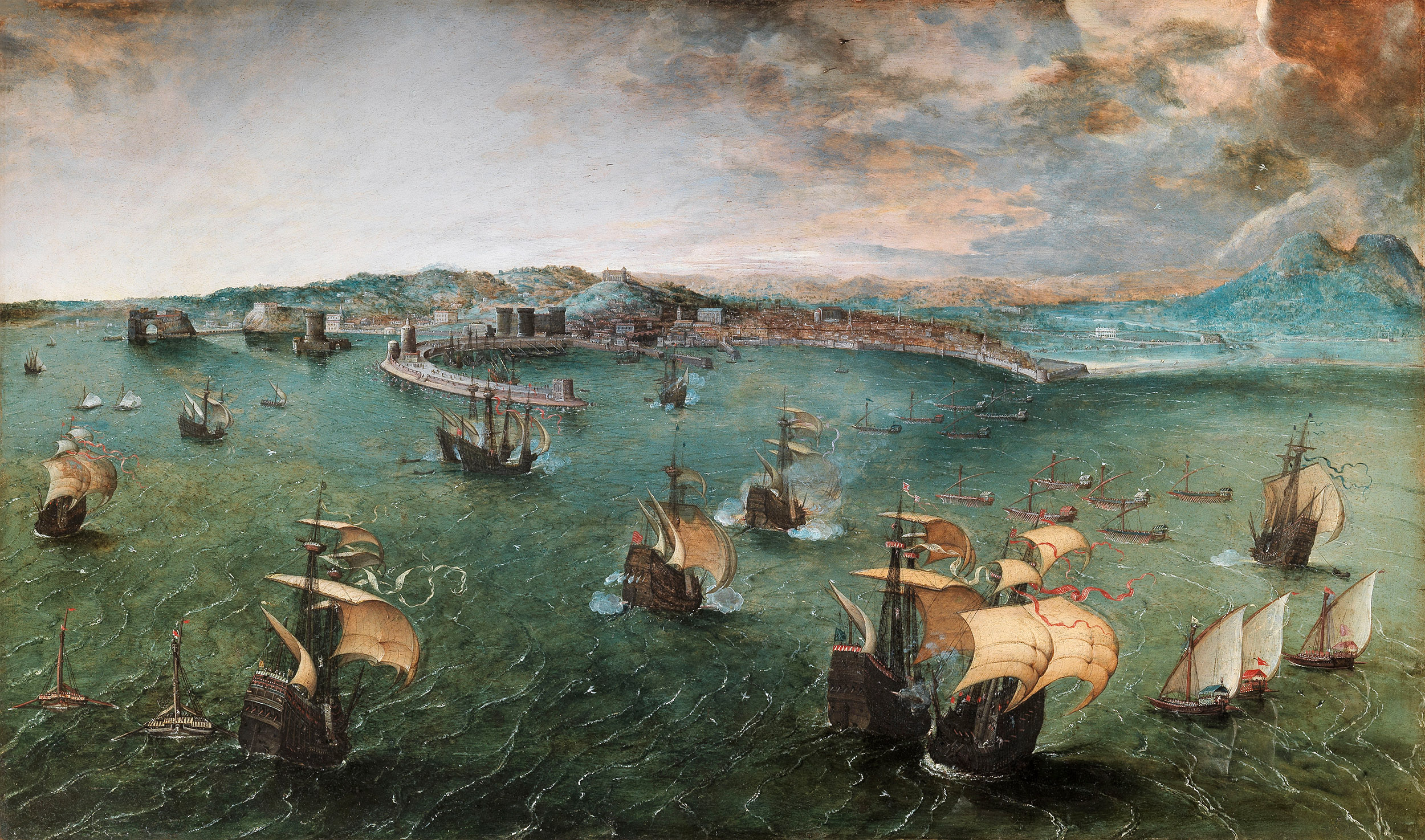
Sjöslag i Neapelbukten, 1560, Galleria Doria Pamphilj
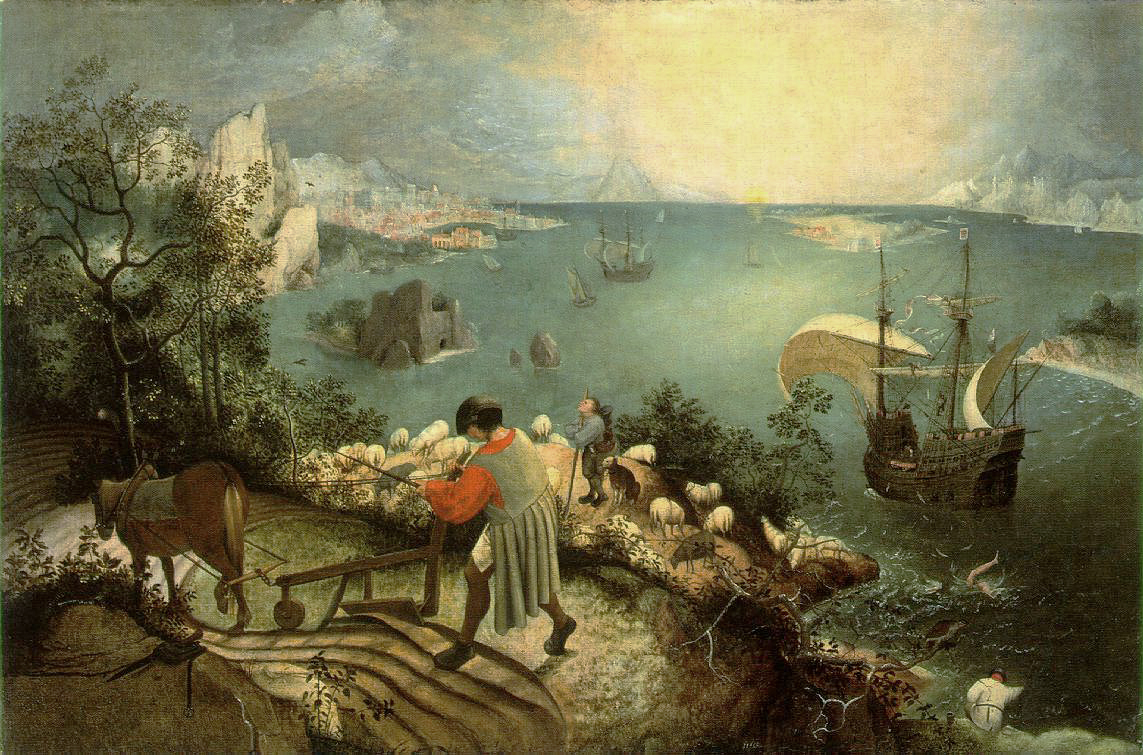
Ikaros fall, cirka 1560, Kungliga museet för sköna konster i Belgien. Den anses idag var en kopia av ett förlorat Bruegelorginal.
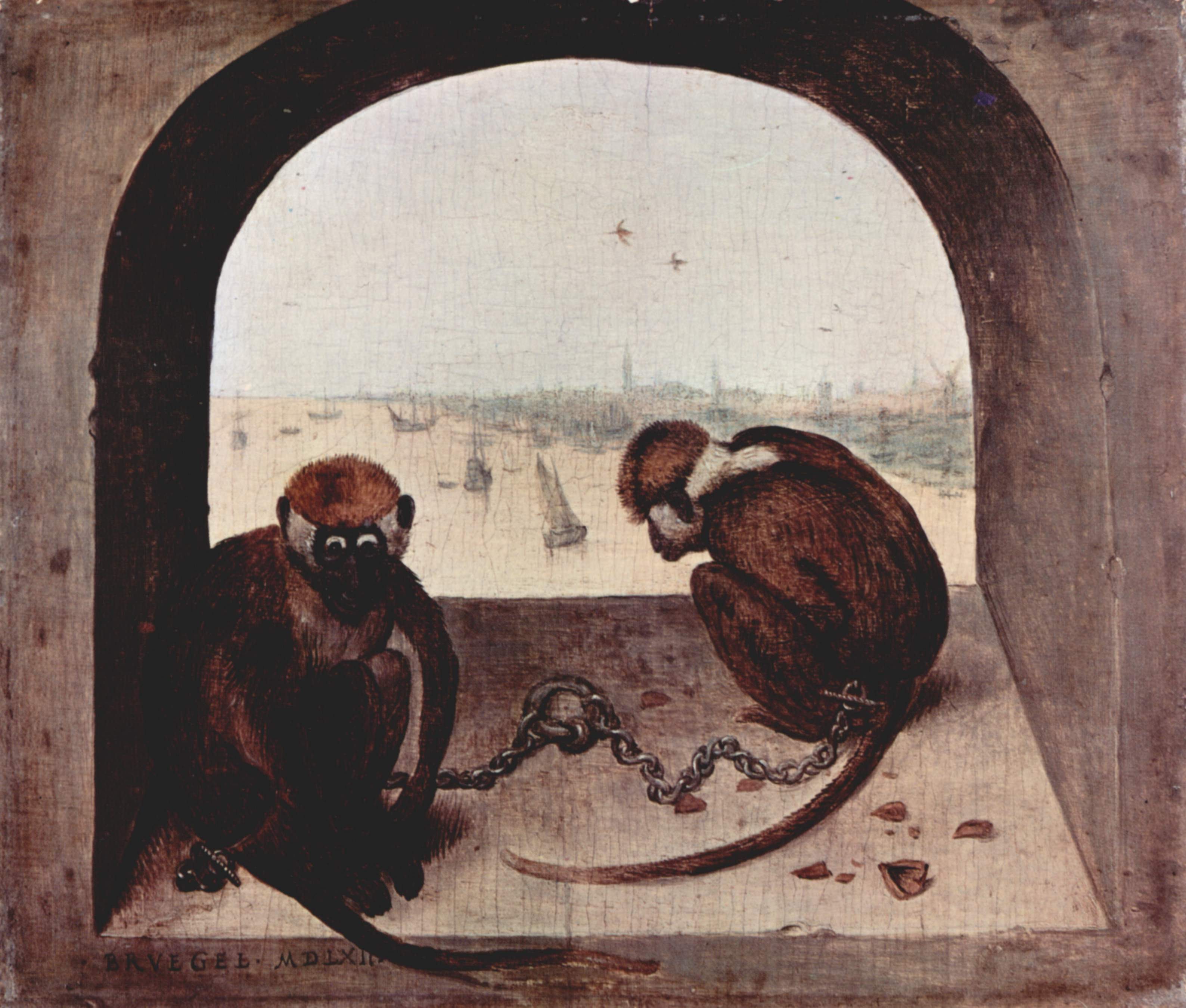
Två fastkedjade apor, 1562, Gemäldegalerie.
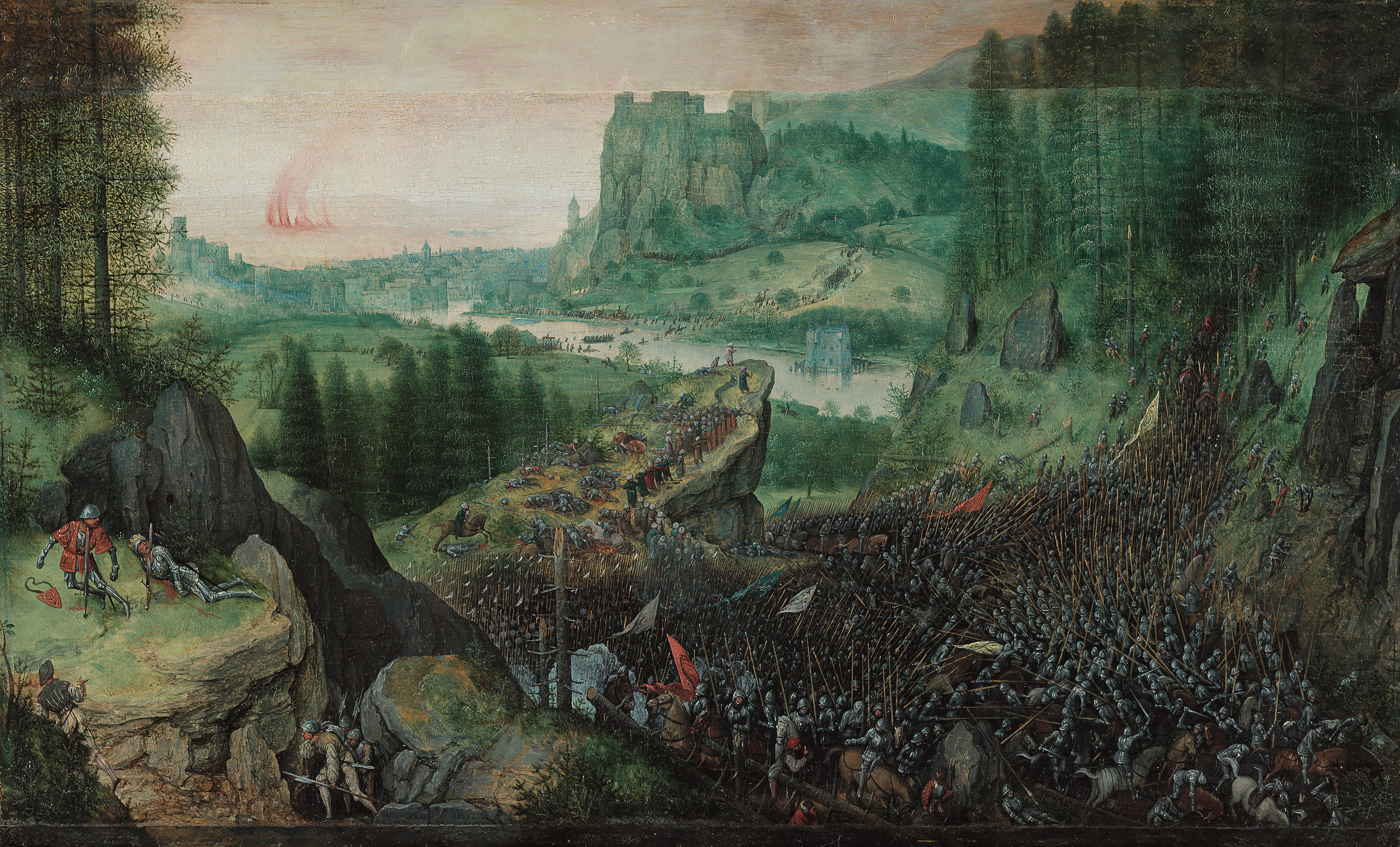
Sauls självmord, 1562, Kunsthistorisches Museum
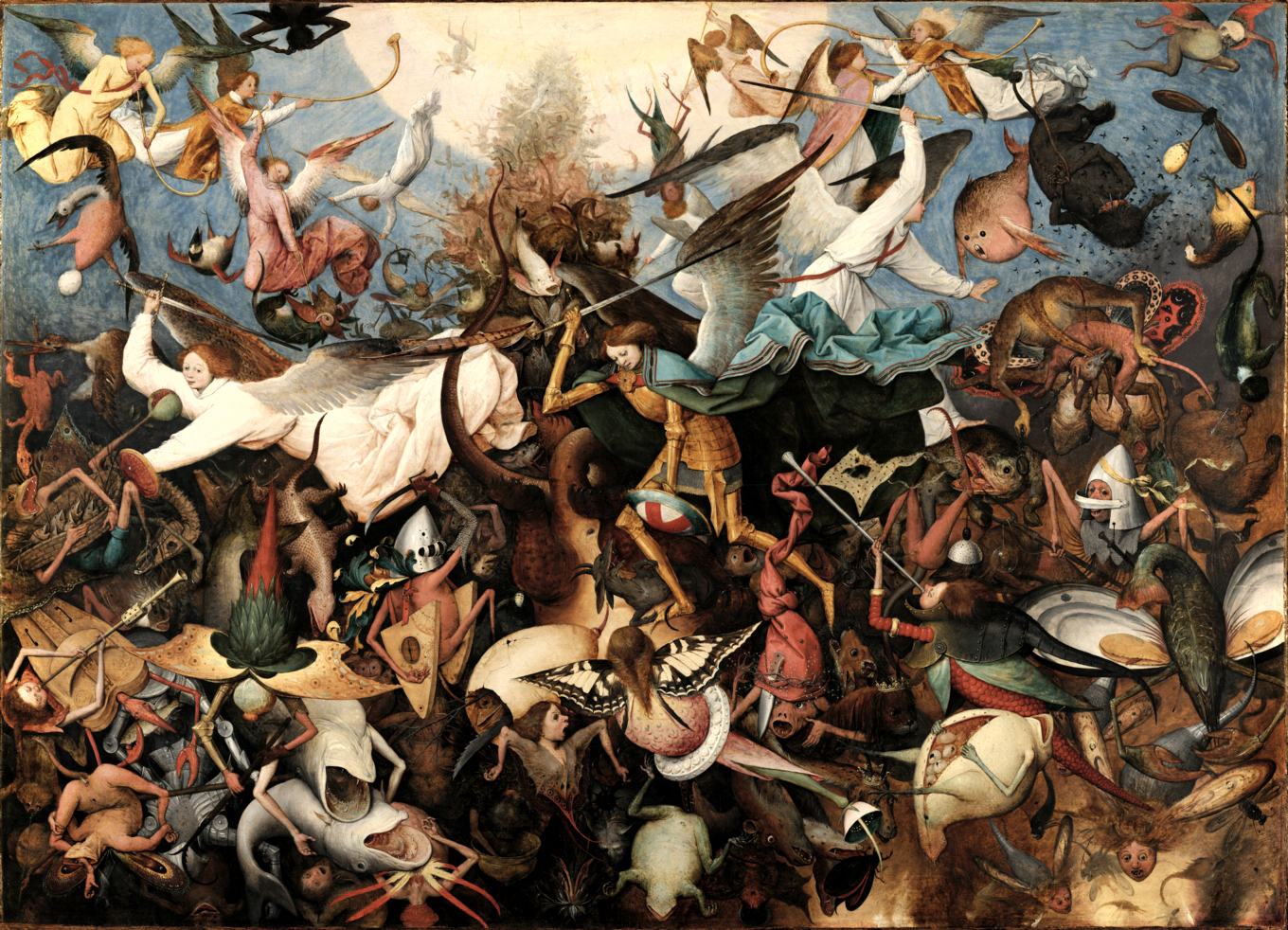
De upproriska änglarnas fall, 1562, Kungliga museet för sköna konster i Belgien.
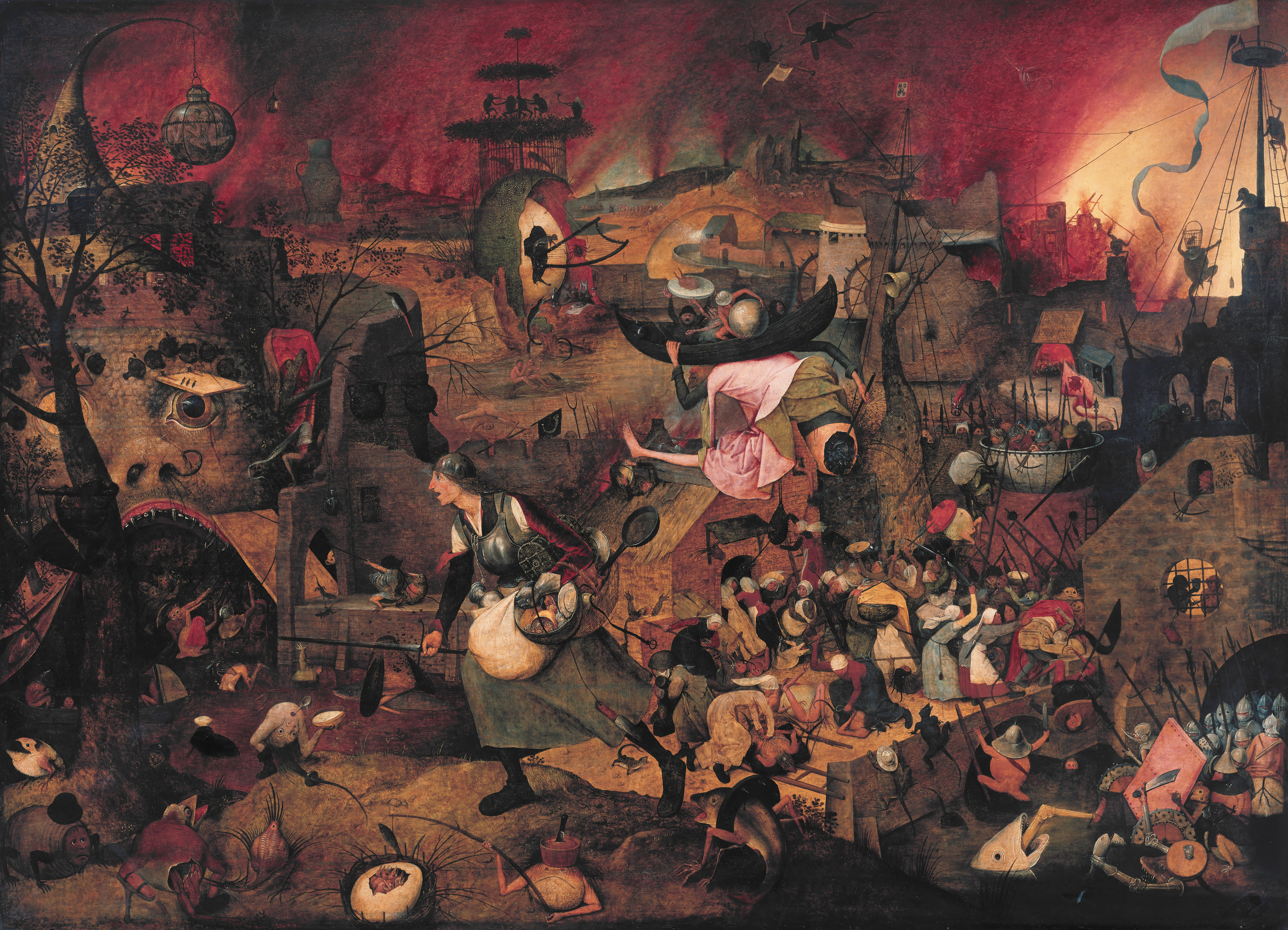
Galna Greta eller Dulle Griet, cirka 1562, Museum Mayer van den Bergh.
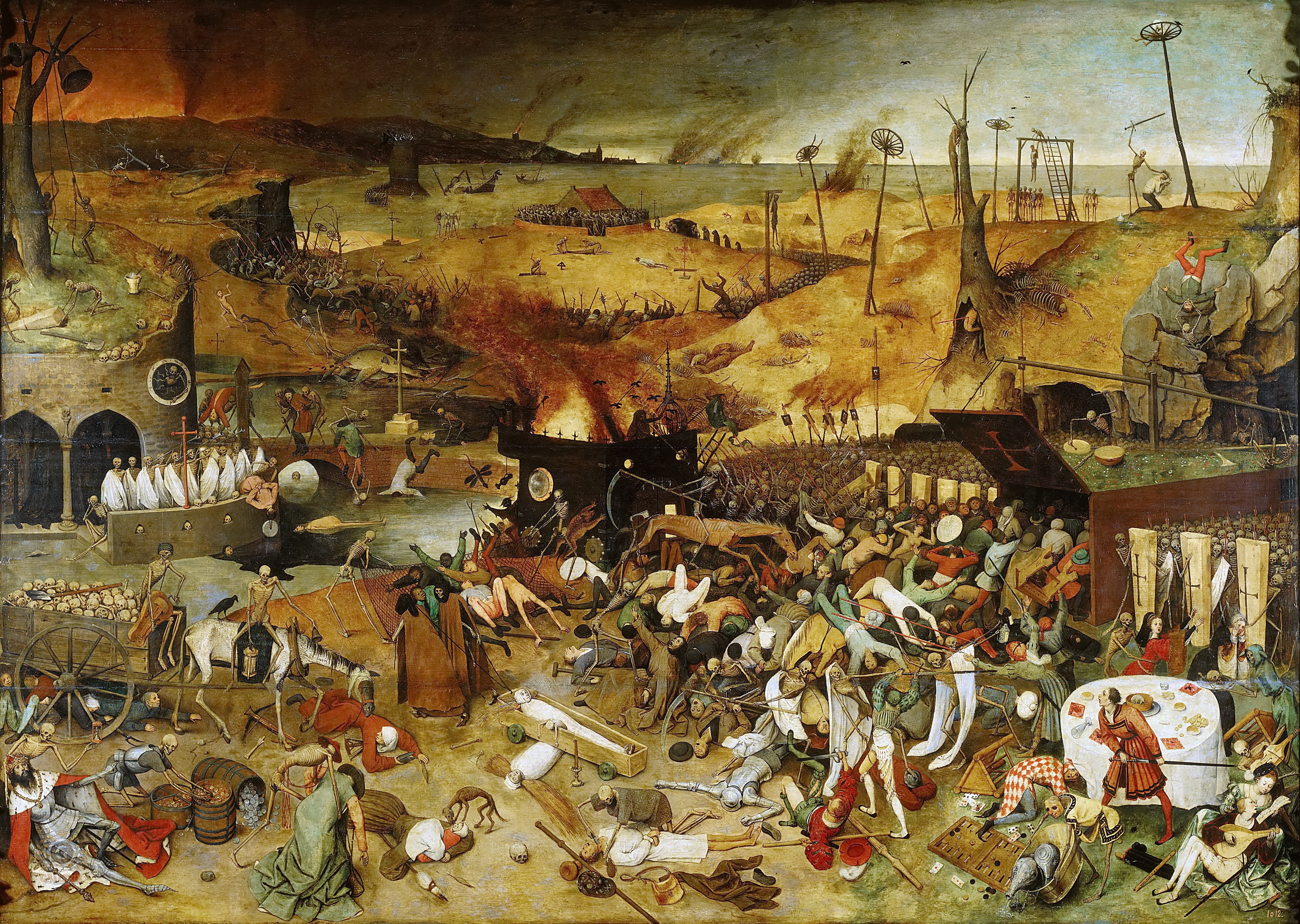
Dödens triumf, cirka 1562, Pradomuseet.
Babels torn, 1563, Kunsthistorisches Museum.
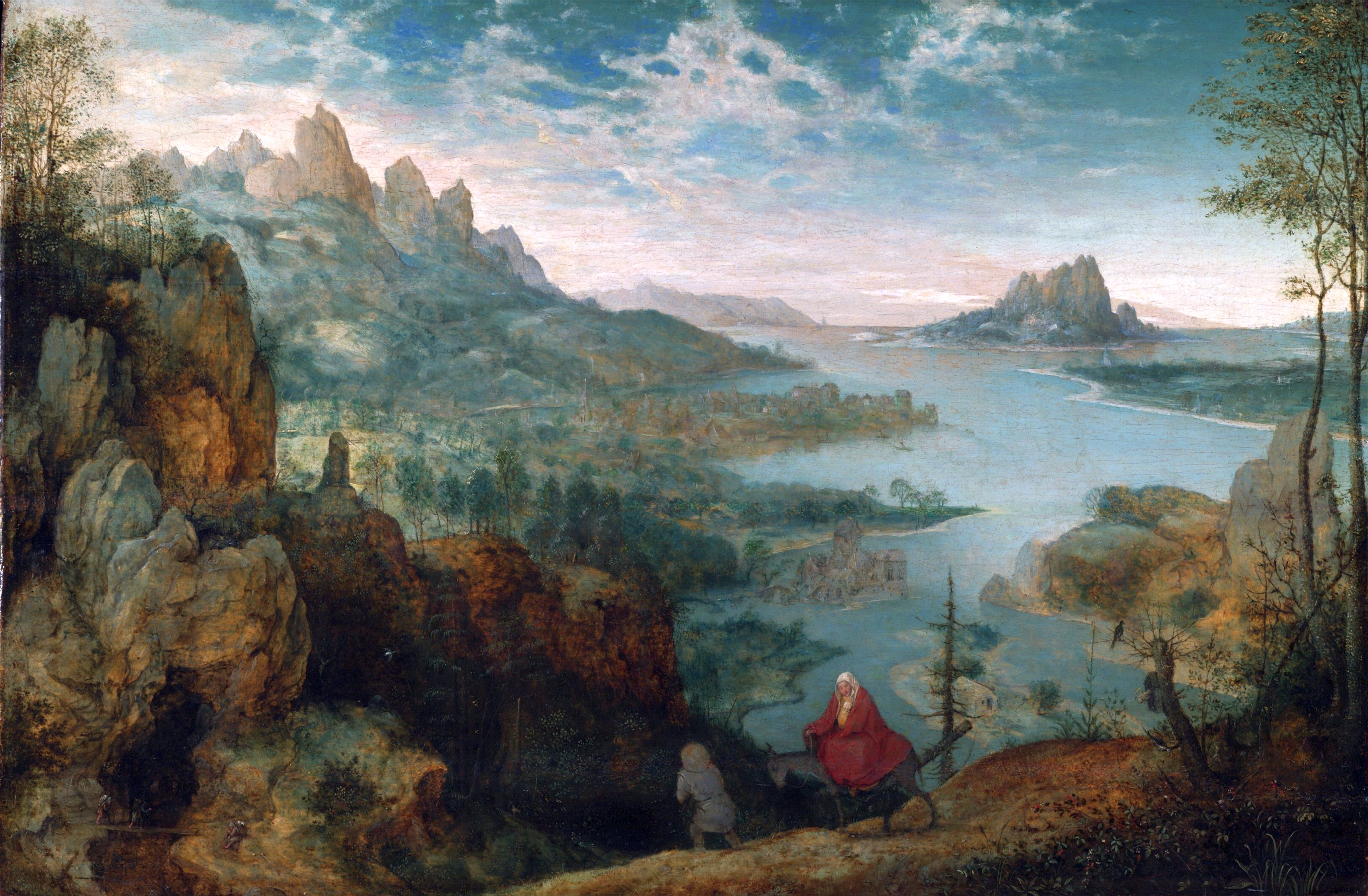
Landskap med flykten till Egypten, 1563, Courtauld Institute of Art
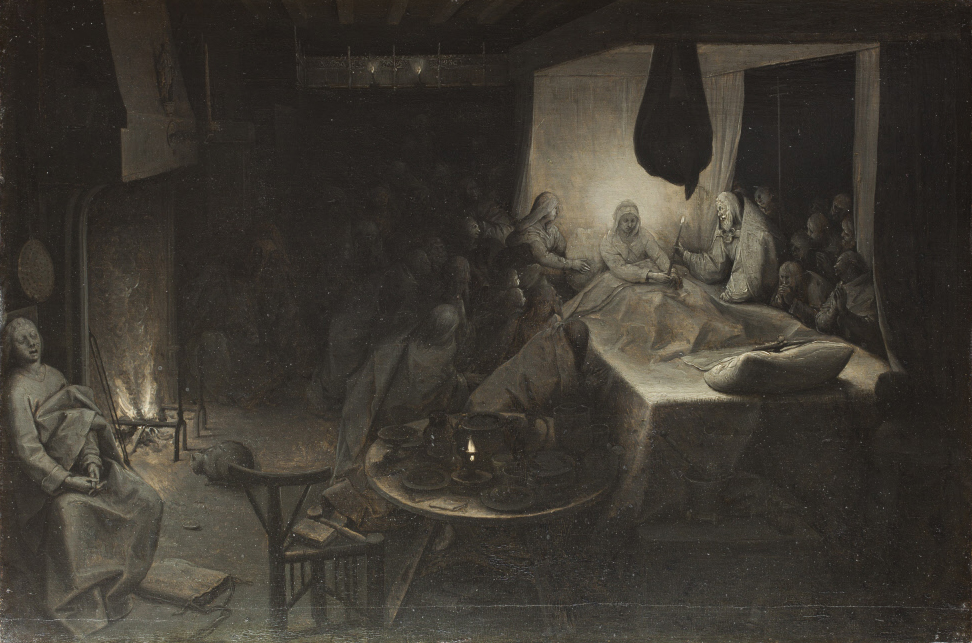
Jungfru Marie död, 1564, Upton House.
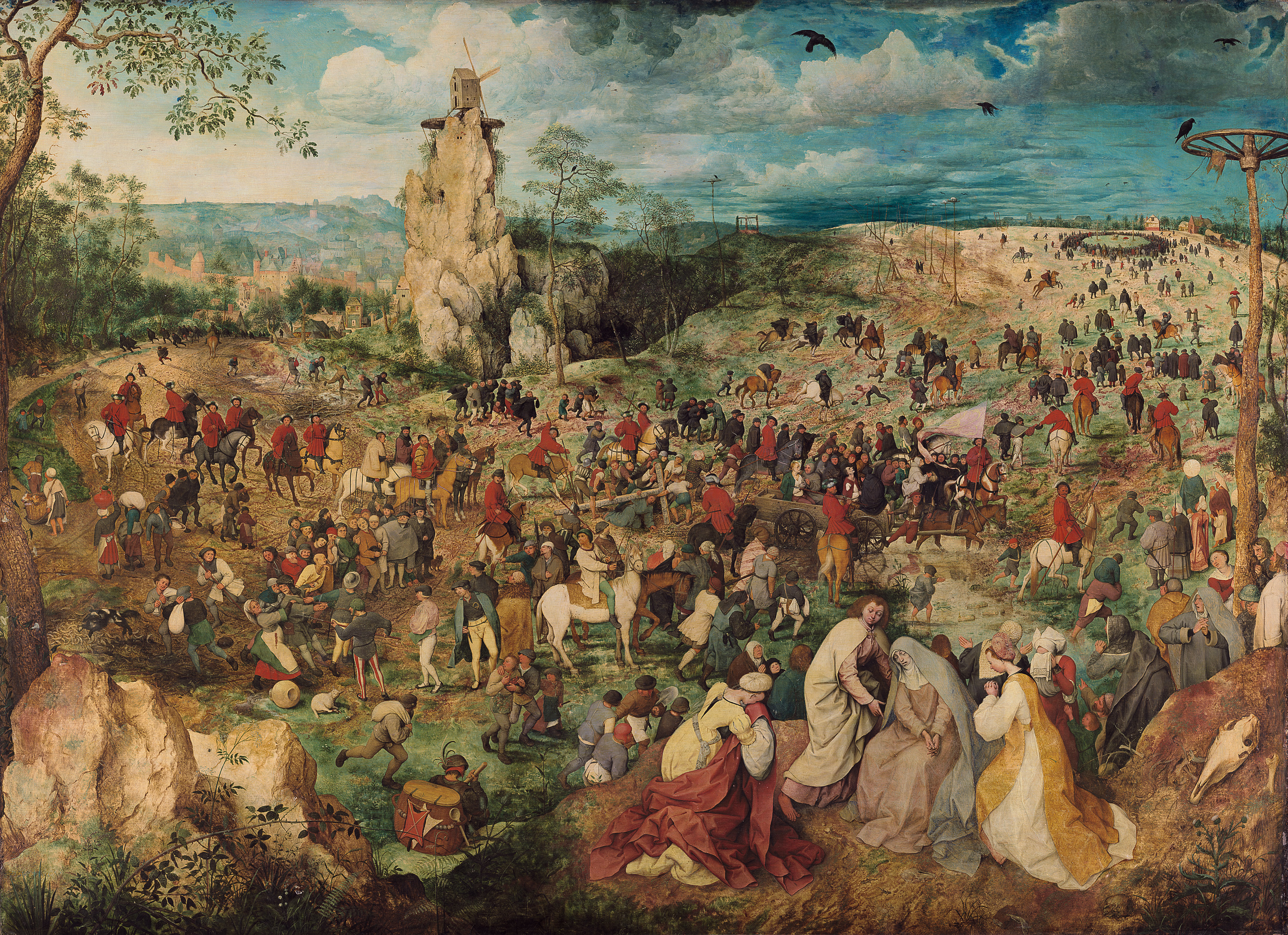
Kristi korsbärande, 1564, Kunsthistorisches Museum.
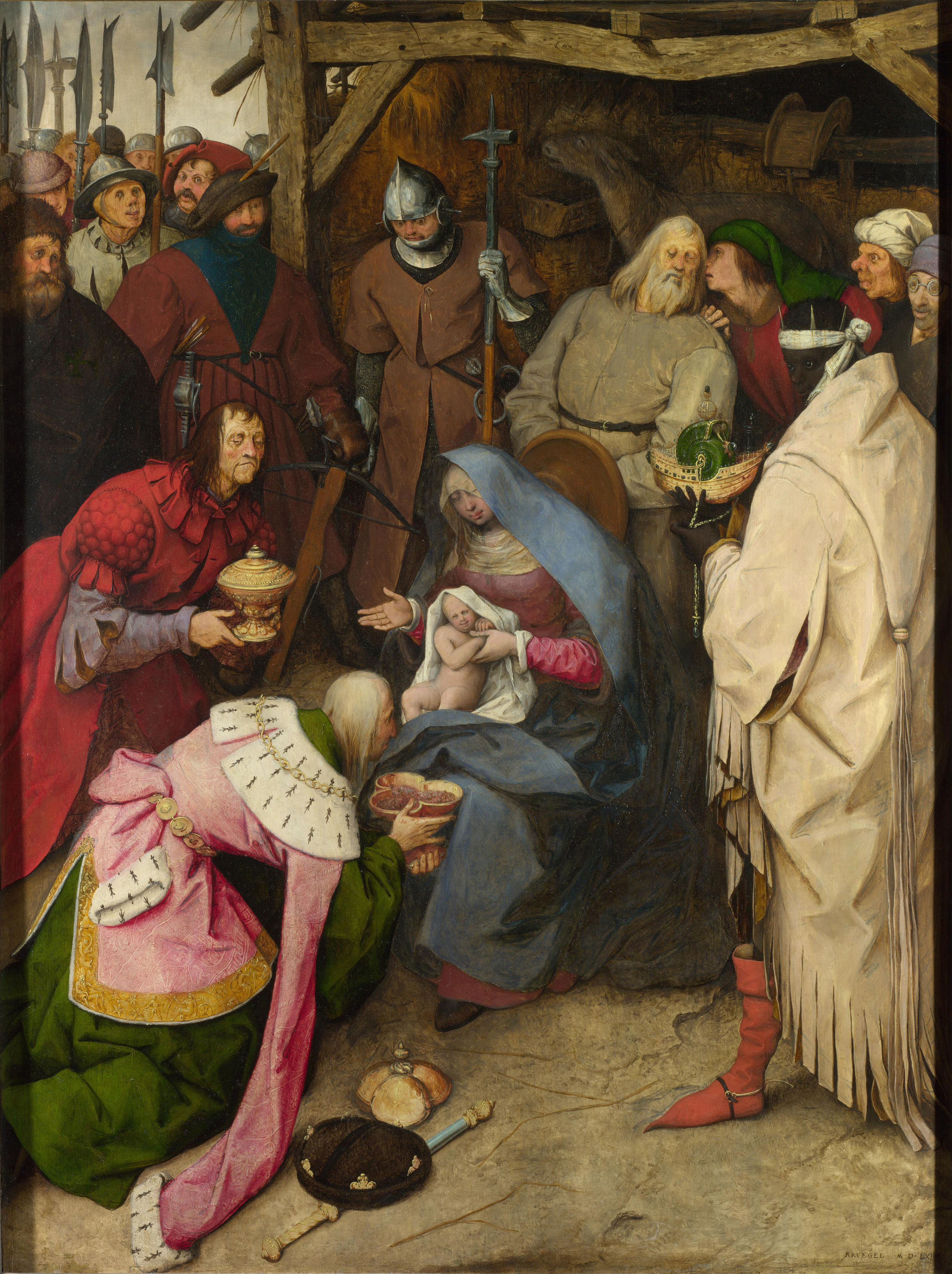
Konungarnas tillbedjan, 1564, National Gallery. Det finns ytterligare två versioner av detta motiv som attribueras Bruegel. En är från 1563 och utställd på Sammlung Oskar Reinhart – Am Römerholz. Den andra  dateras till andra hälften av 1500-talet och ingår i samlingarna på Kungliga museet för sköna konster i Belgien.
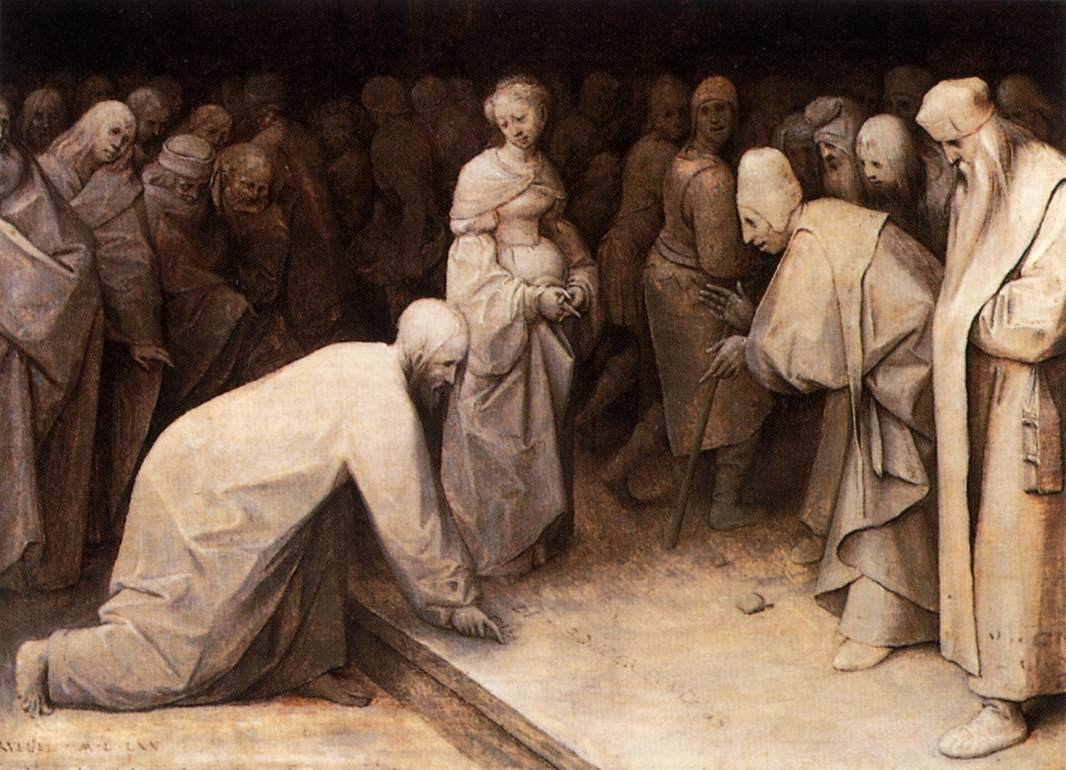
Kristus och äktenskapsbryterskan, 1565, Courtauld Institute of Art.
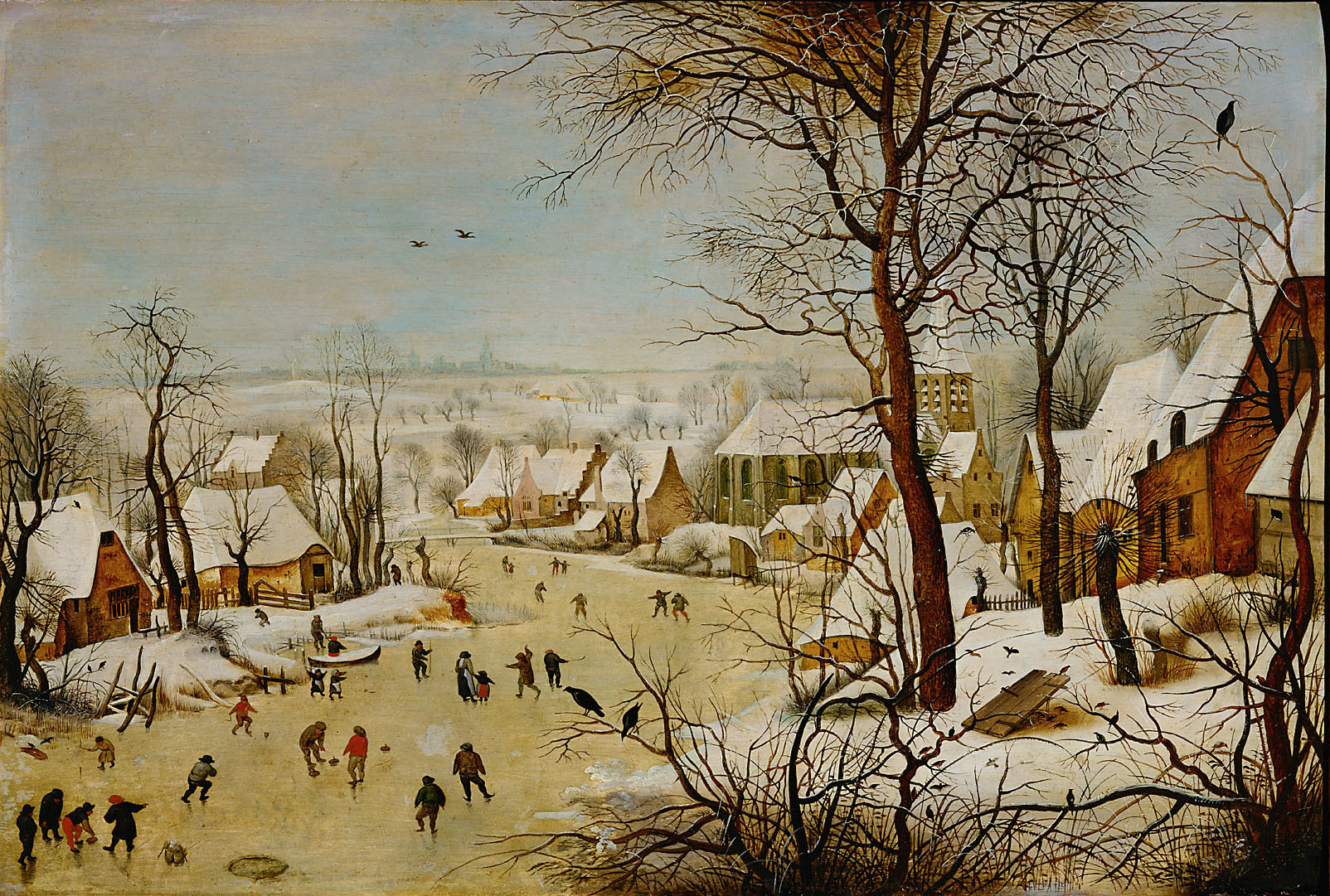
Vinterlandskap med skridskoåkare och en fågelfälla, 1565, Kungliga museet för sköna konster i Belgien. Det här är Breugels mest kopierade verk. De andra versionerna antas dock vara utförda av Bruegels söner eller hans verkstad.
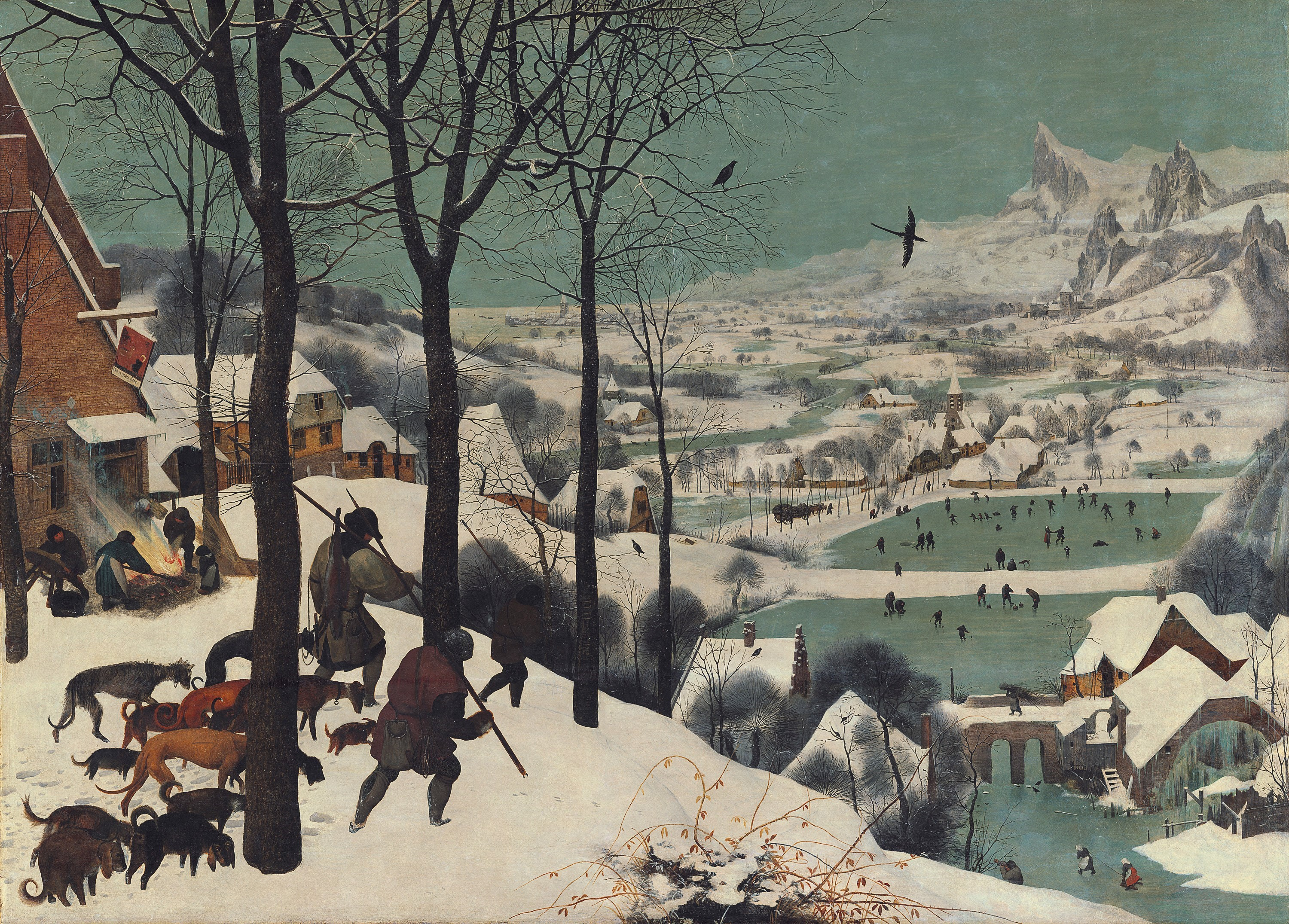
Jägarna i snön, 1565, Kunsthistorisches Museum. En serie av 6 målningar som skildrar olika månader eller säsonger (fem målningar har bevarats), så kallade månadsbilder. Denna skildrar december-januari.
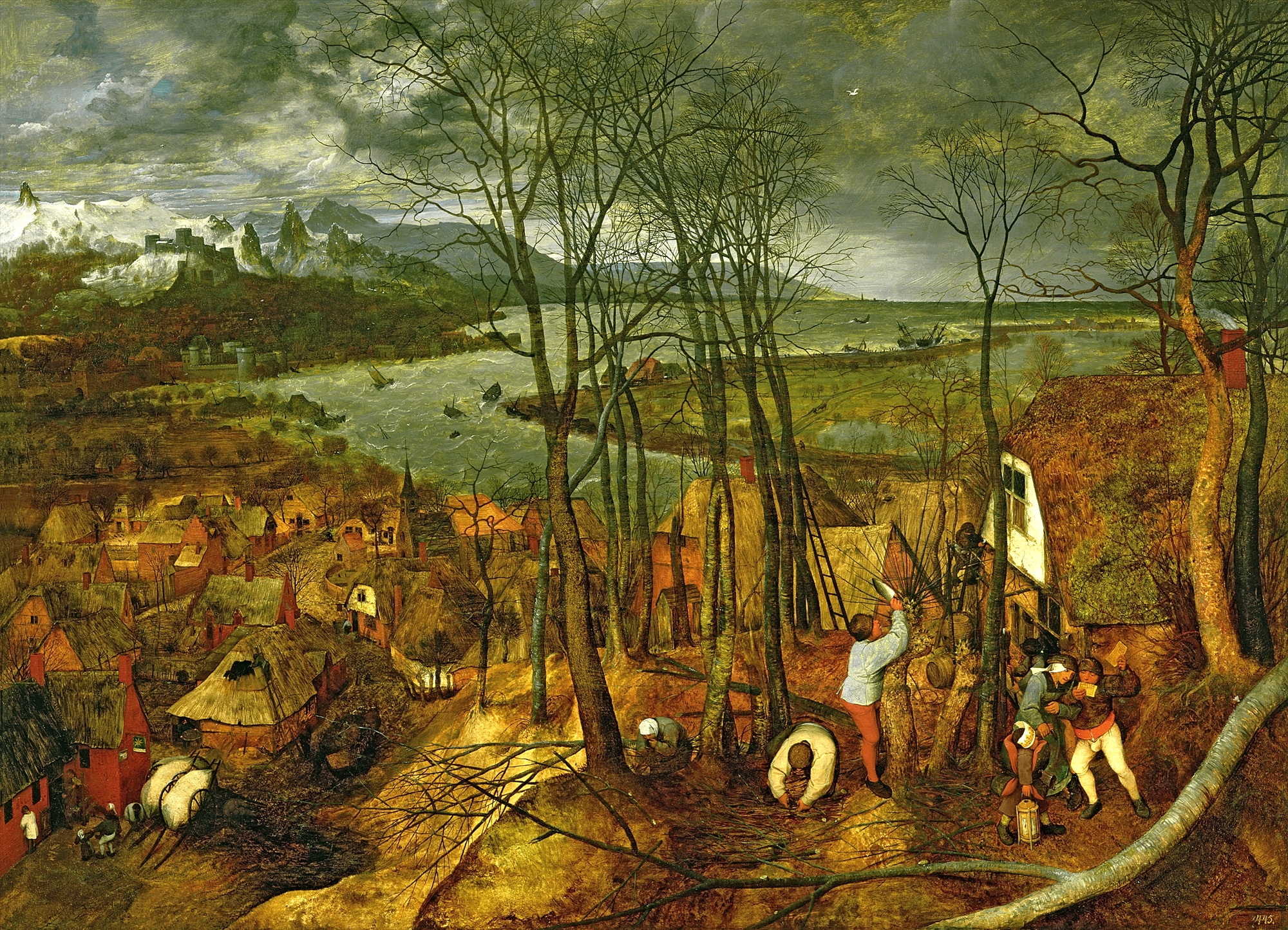
Den dystra dagen (februari-mars), 1565, Kunsthistorisches Museum.
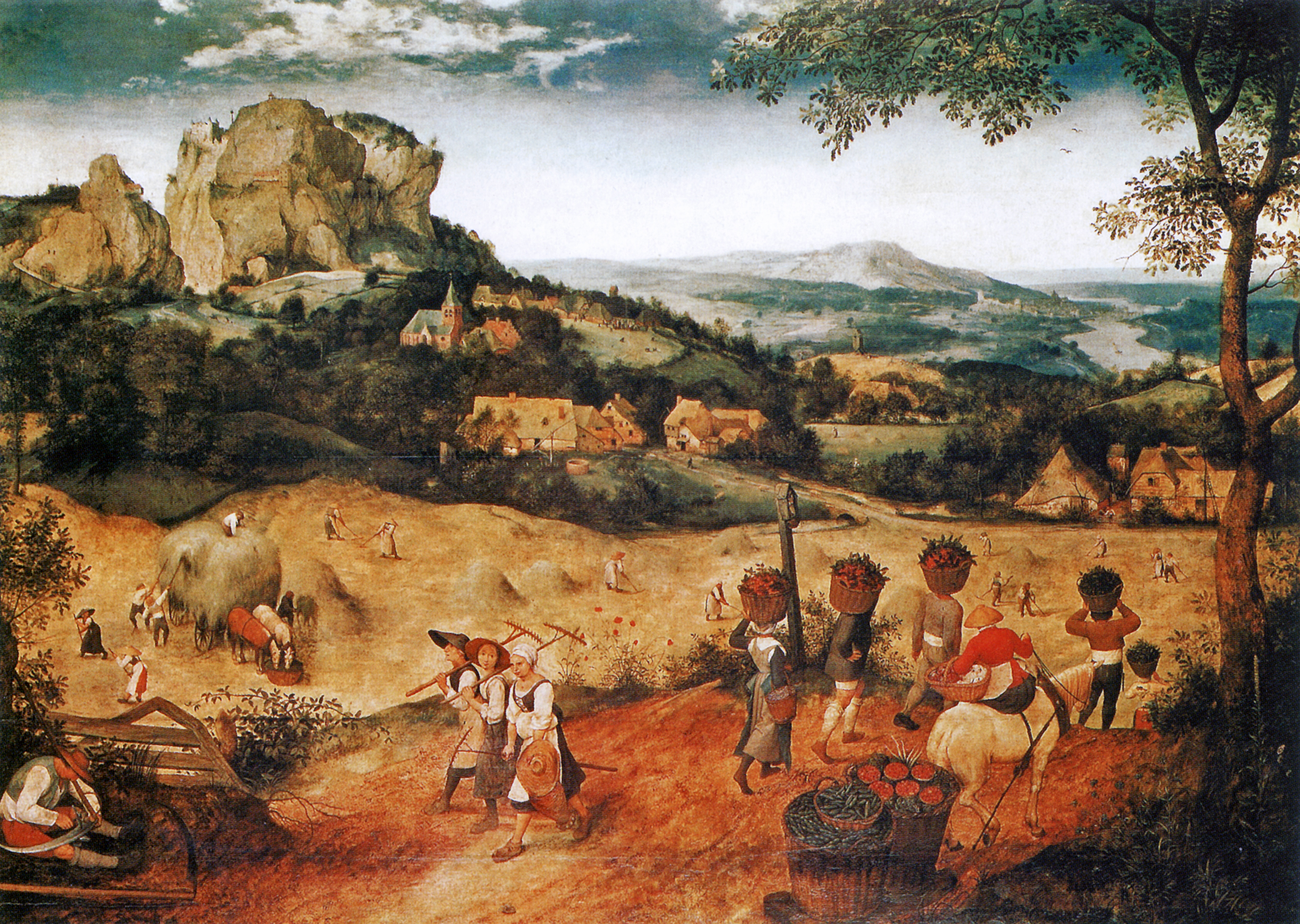
Höbärgningen (juni-juli), 1565, Lobkowiczpalatset i Pragborgen.
Skördemän (augusti-september), 1565, Metropolitan Museum of Art.
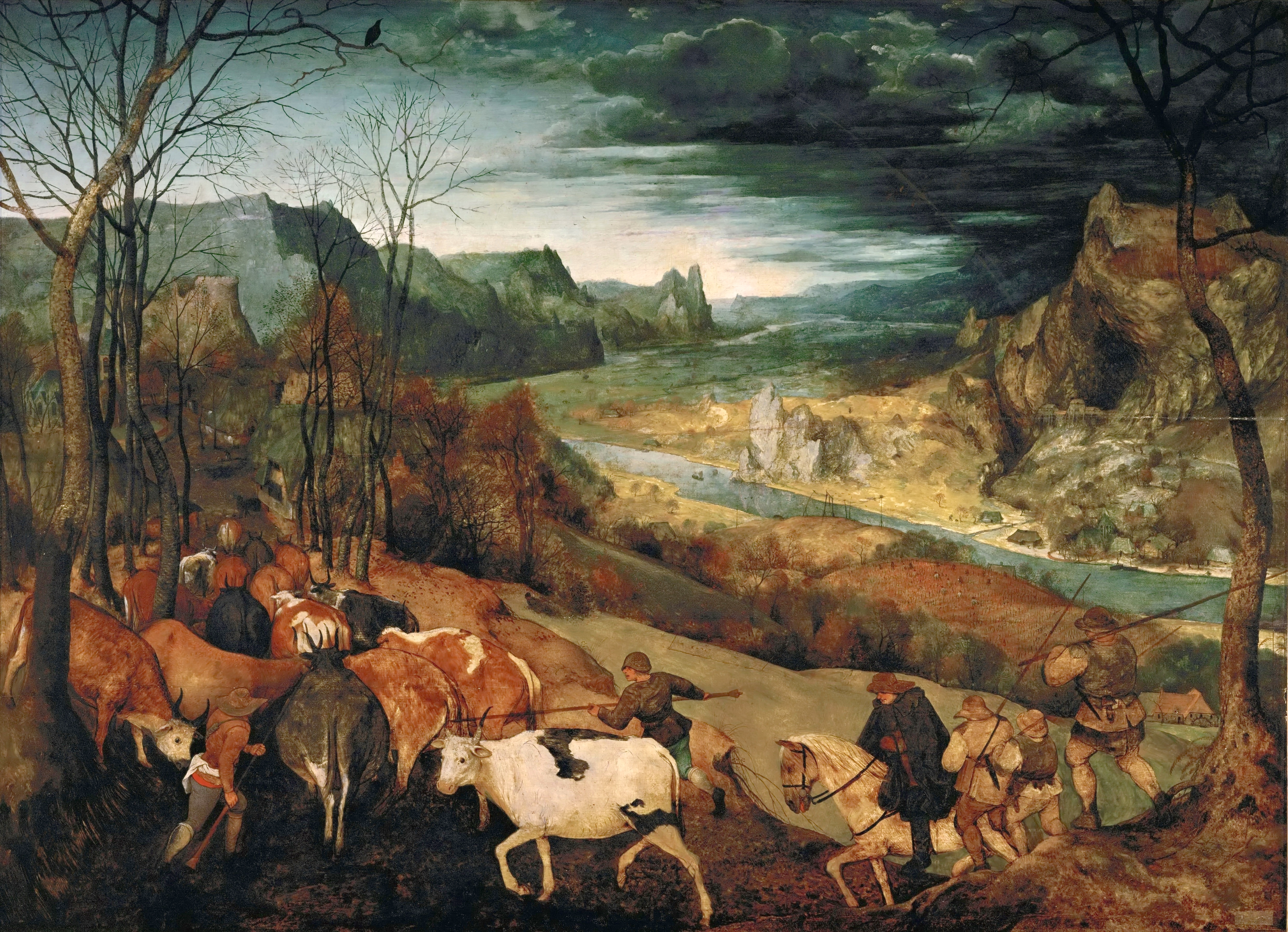
Hjorden återvänder (oktober-november), 1565, Kunsthistorisches Museum.
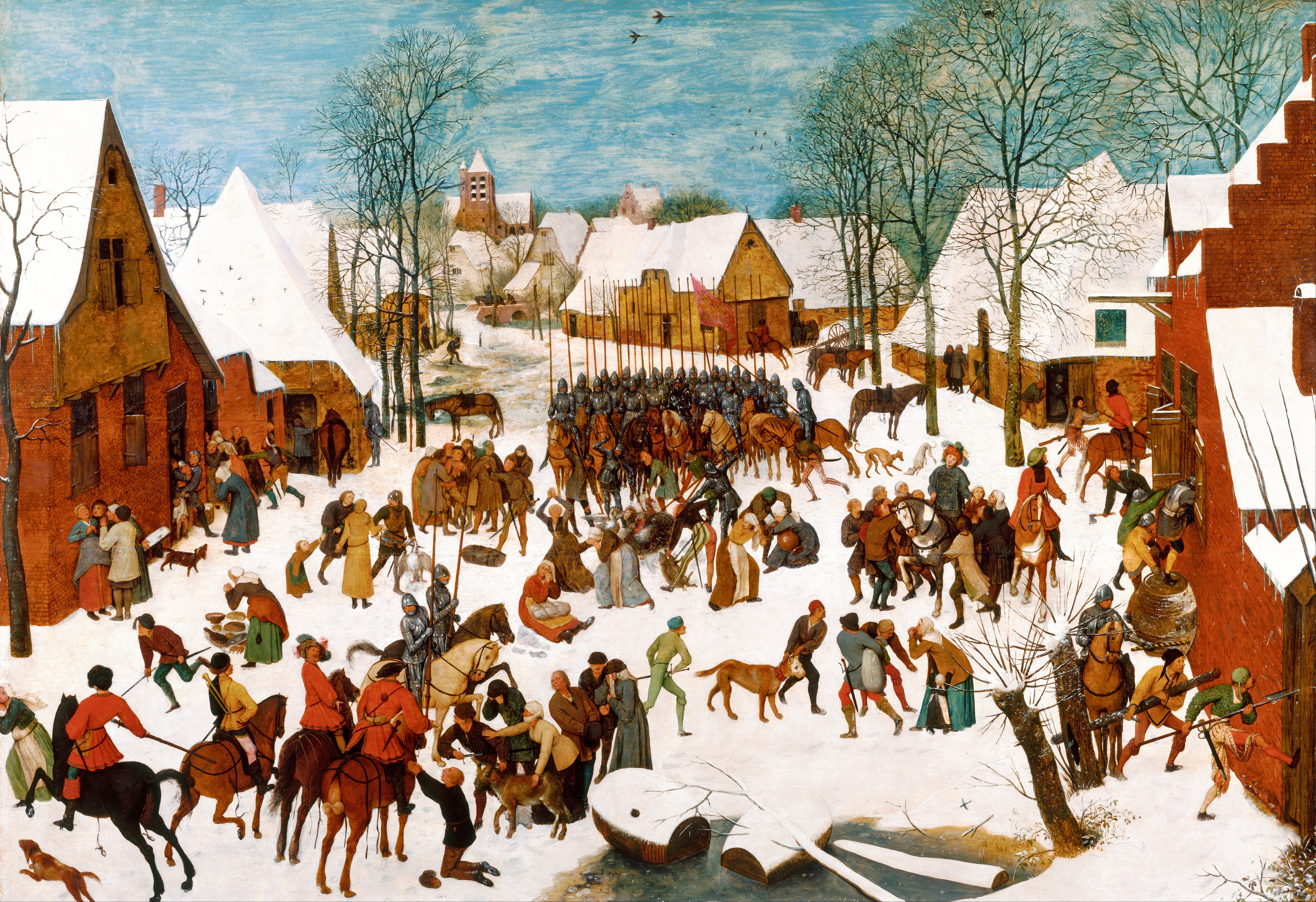
Barnamorden i Betlehem, 1565–1567, Kungliga samlingen i Storbritannien. Det finns fler versioner, däribland på Kunsthistorische Museum, men dessa antas vara utförda av Bruegels söner eller hans verkstad.
Folkräkningen i Betlehem, 1566, Kungliga museet för sköna konster i Belgien
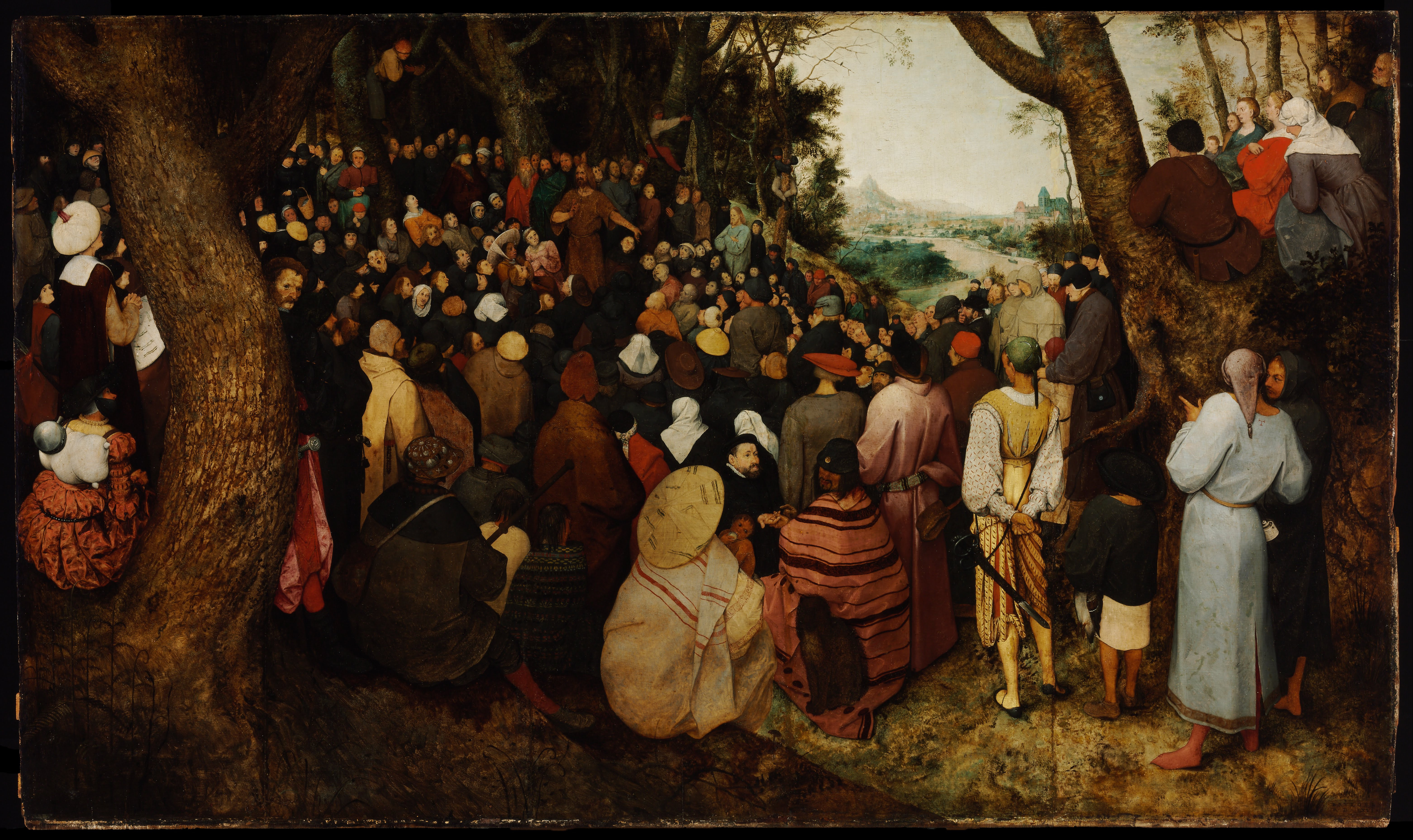
Johannes Döparens predikan, 1566, Museet för sköna konster, Budapest.
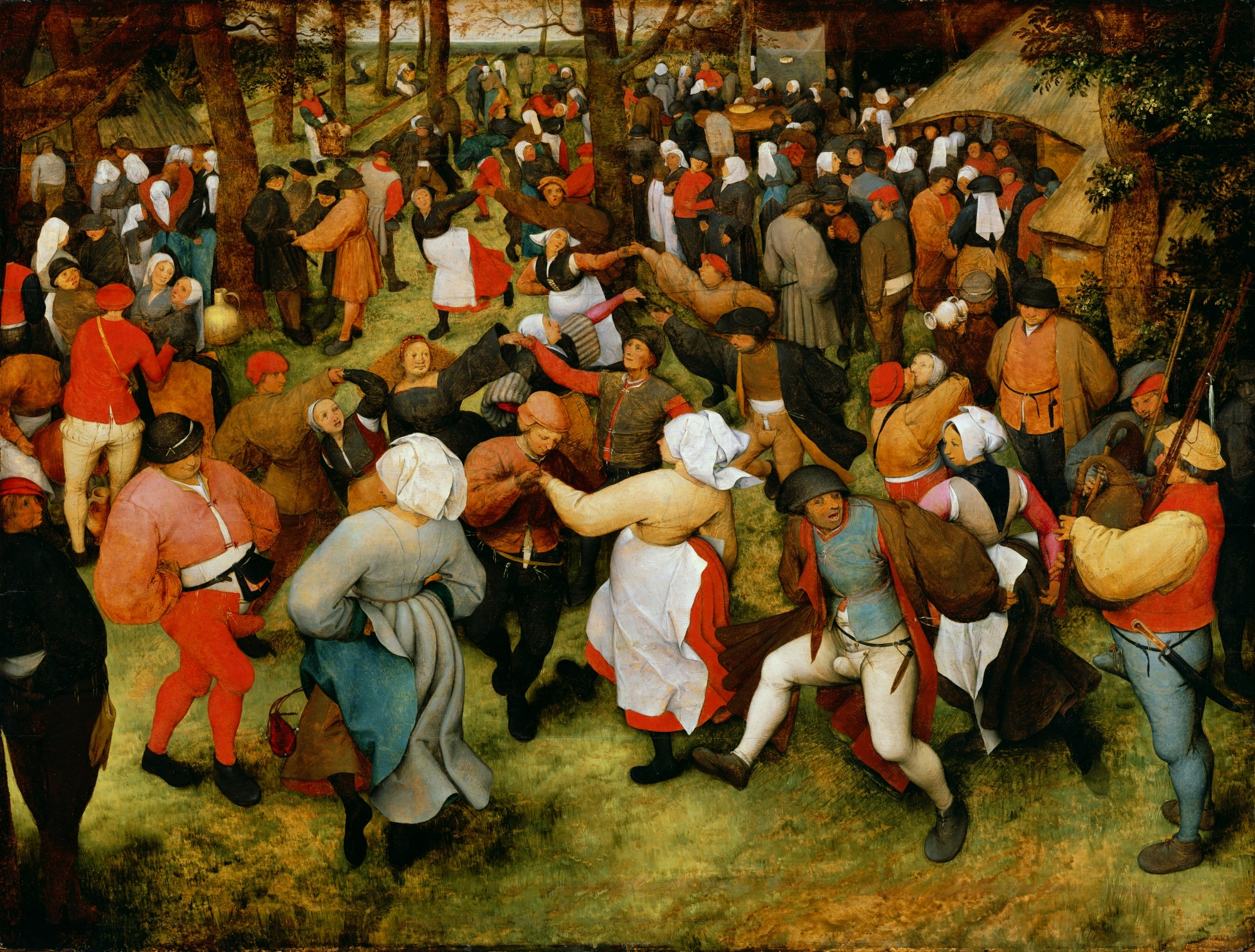
Bröllopsdansen, cirka 1566, Detroit Institute of Arts.
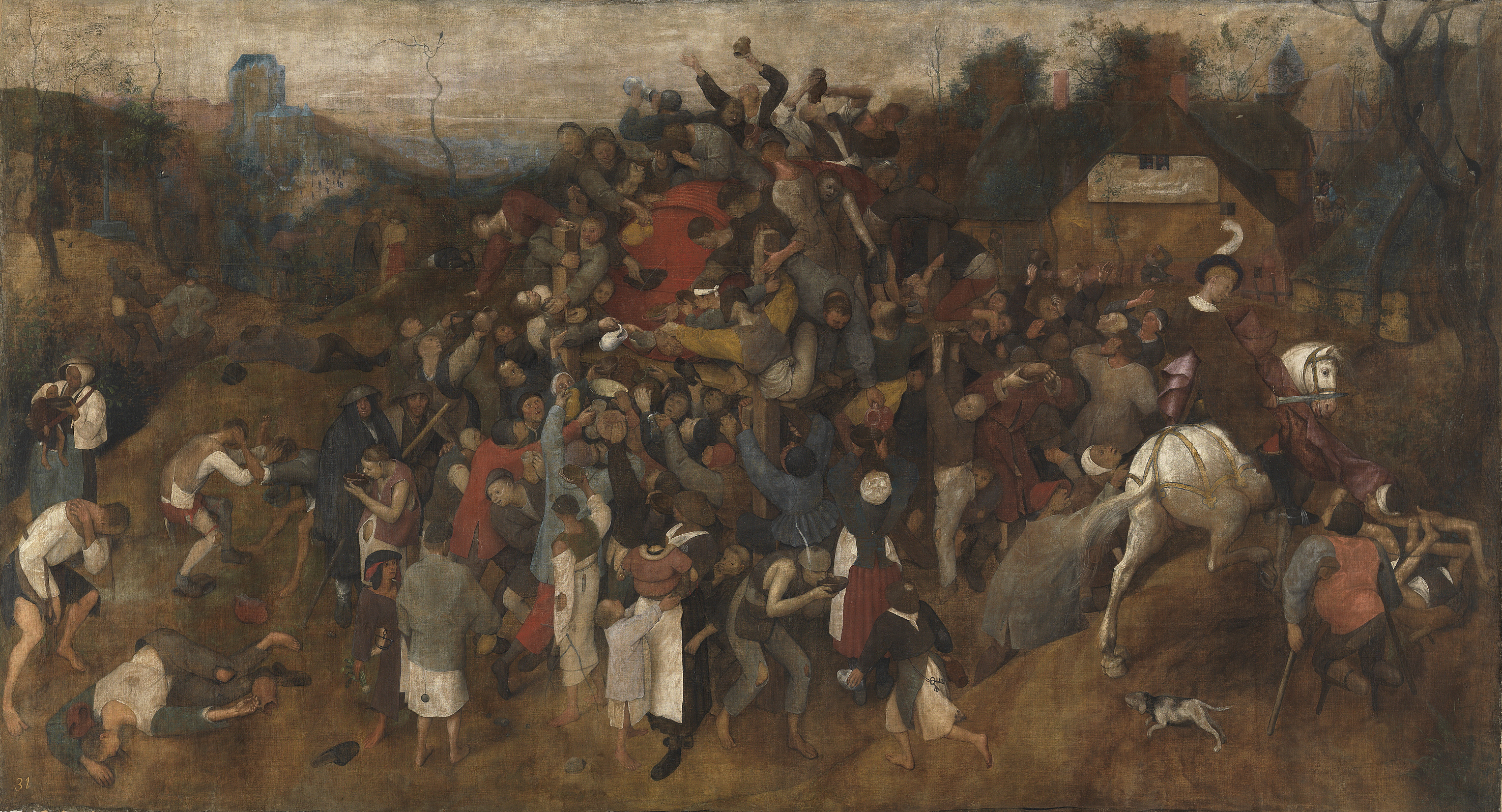
Vinet till Sankt Martinsfesten, 1566–1567, Pradomuseet.
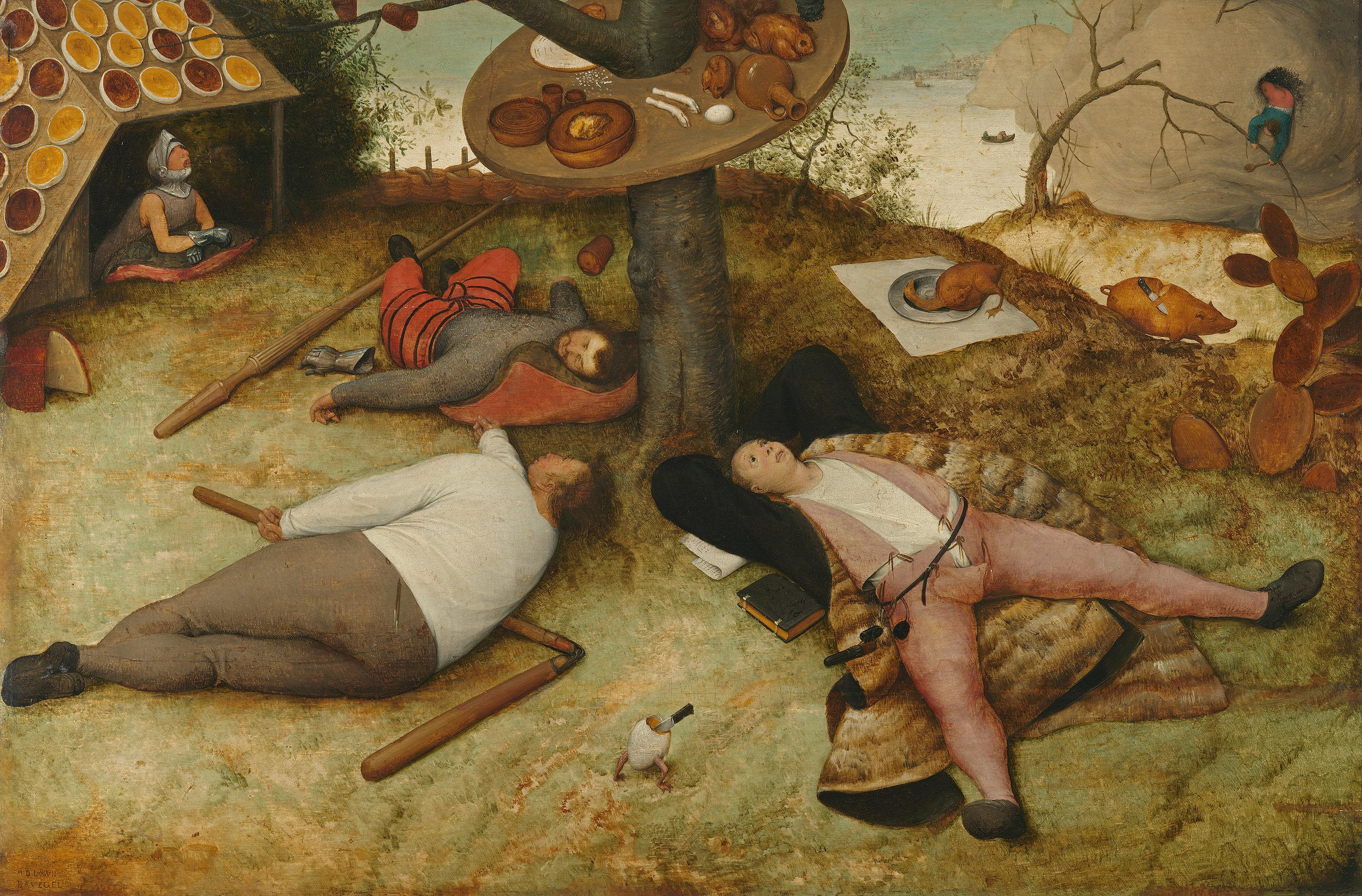
Schlaraffenland, 1567, Alte Pinakothek.
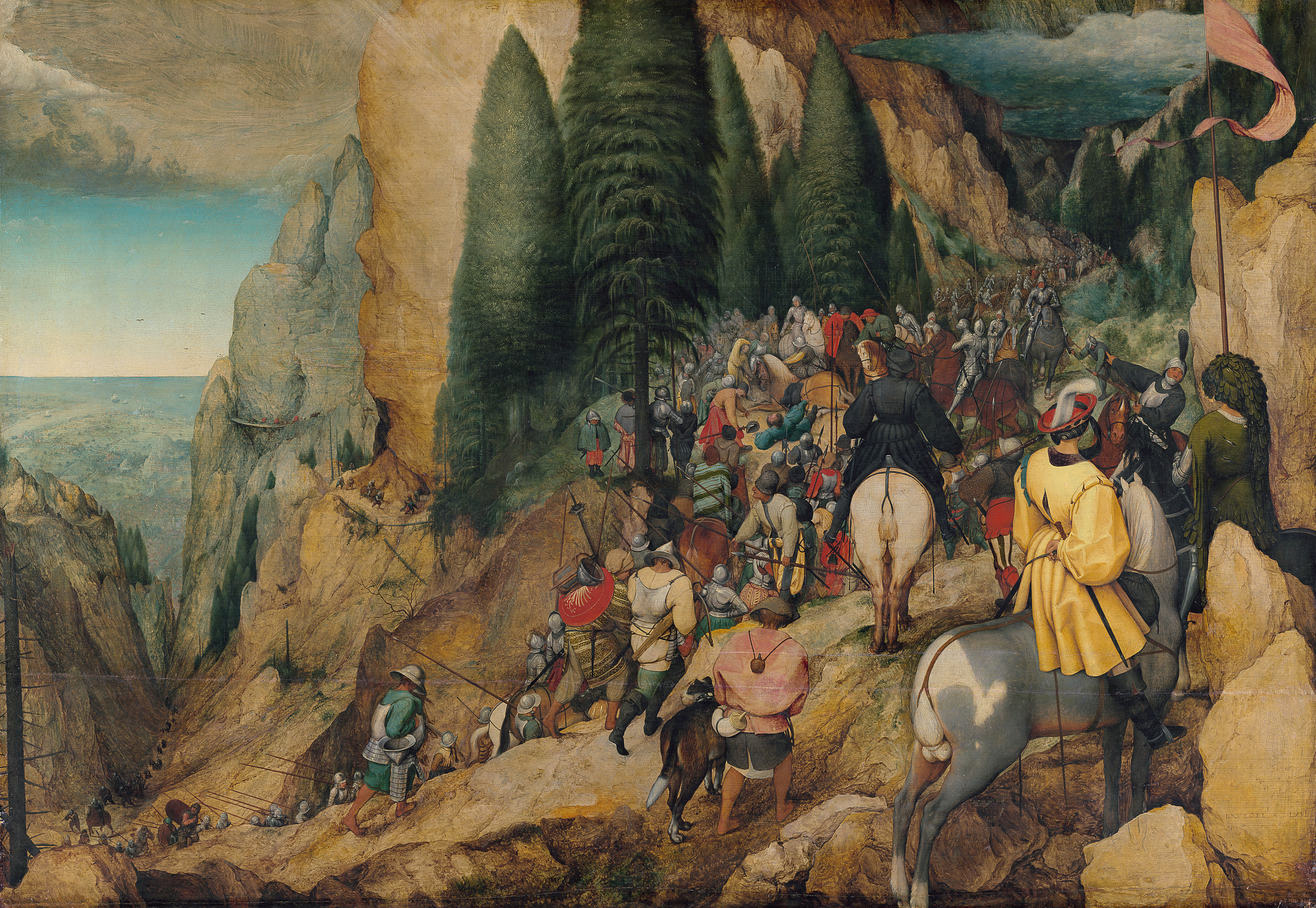
Pauli omvändelse, 1567, Kunsthistorishes Museum.
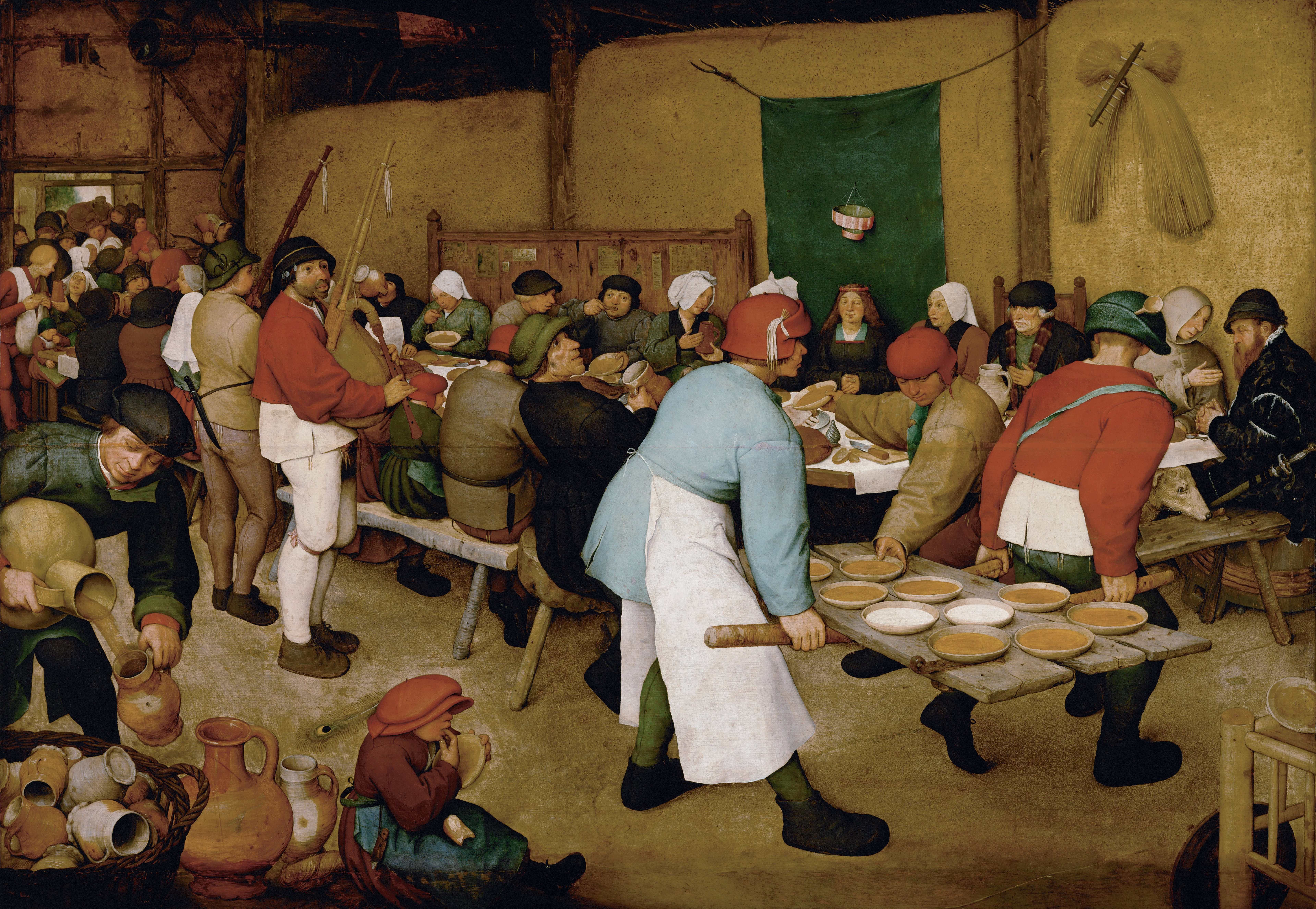
Bondbröllop, 1568, Kunsthistorisches Museum.
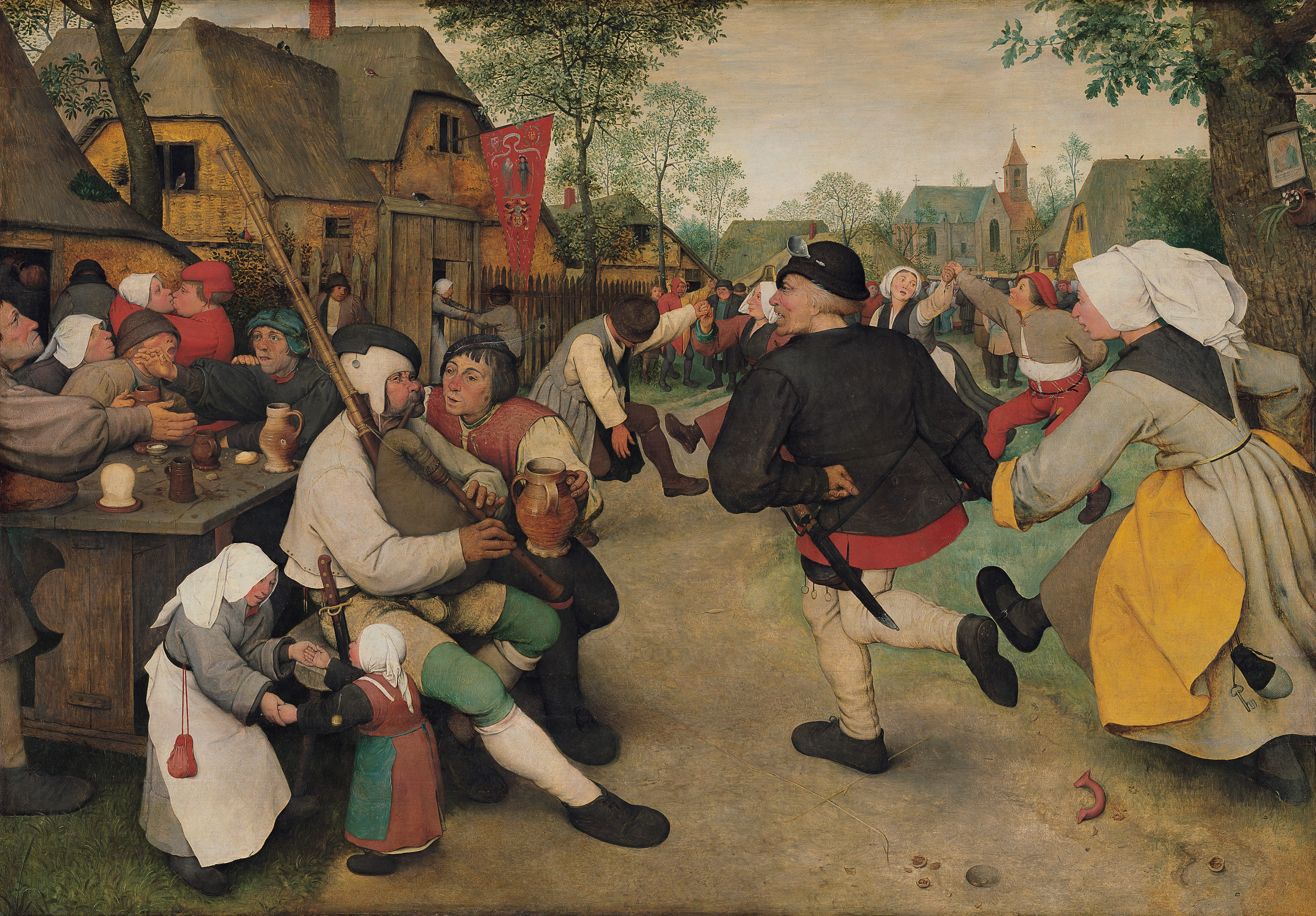
Bonddans, 1568, Kunsthistorisches Museum.
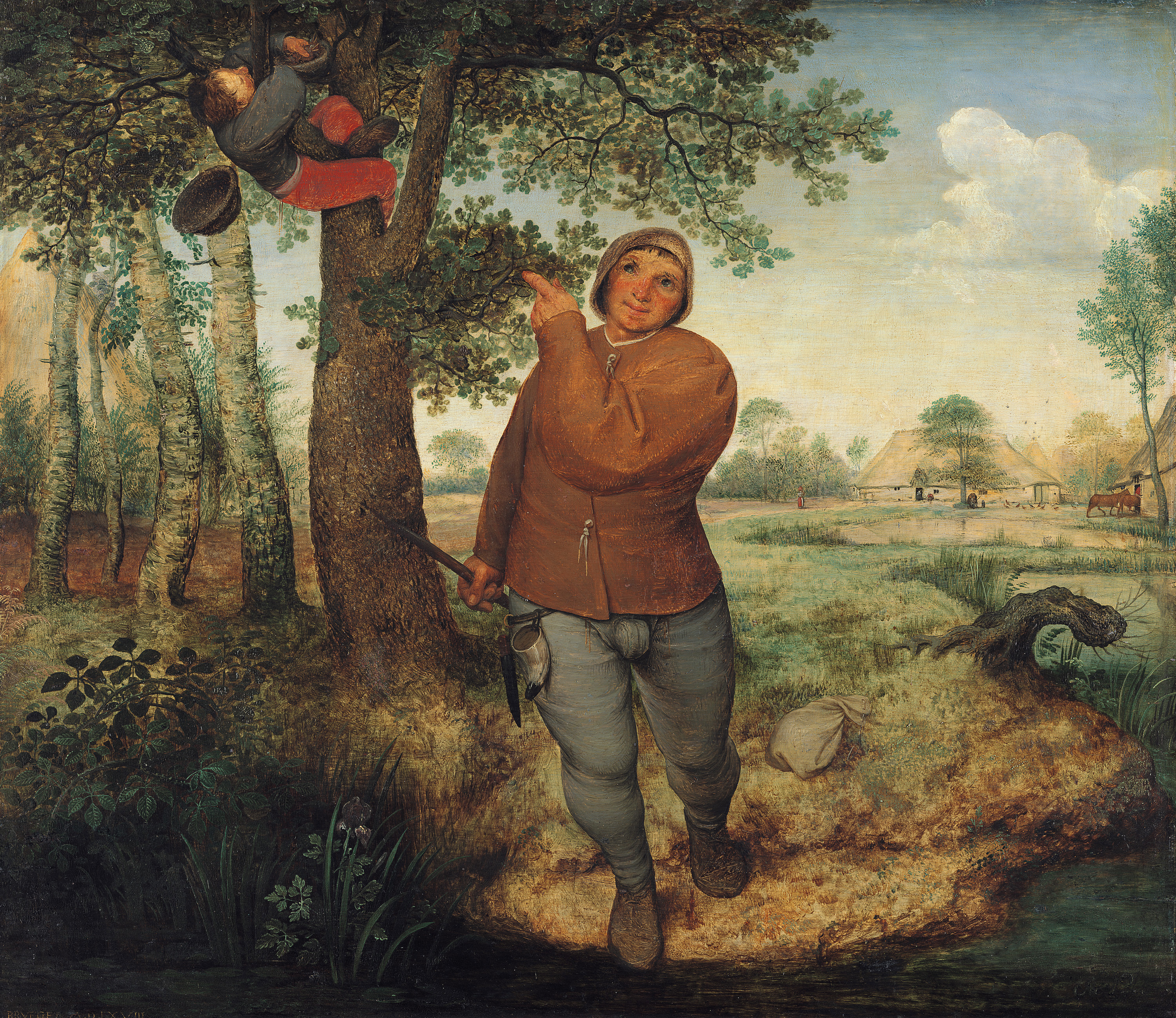
Bonden och boplundraren, 1568, Kunsthistorisches Museum.
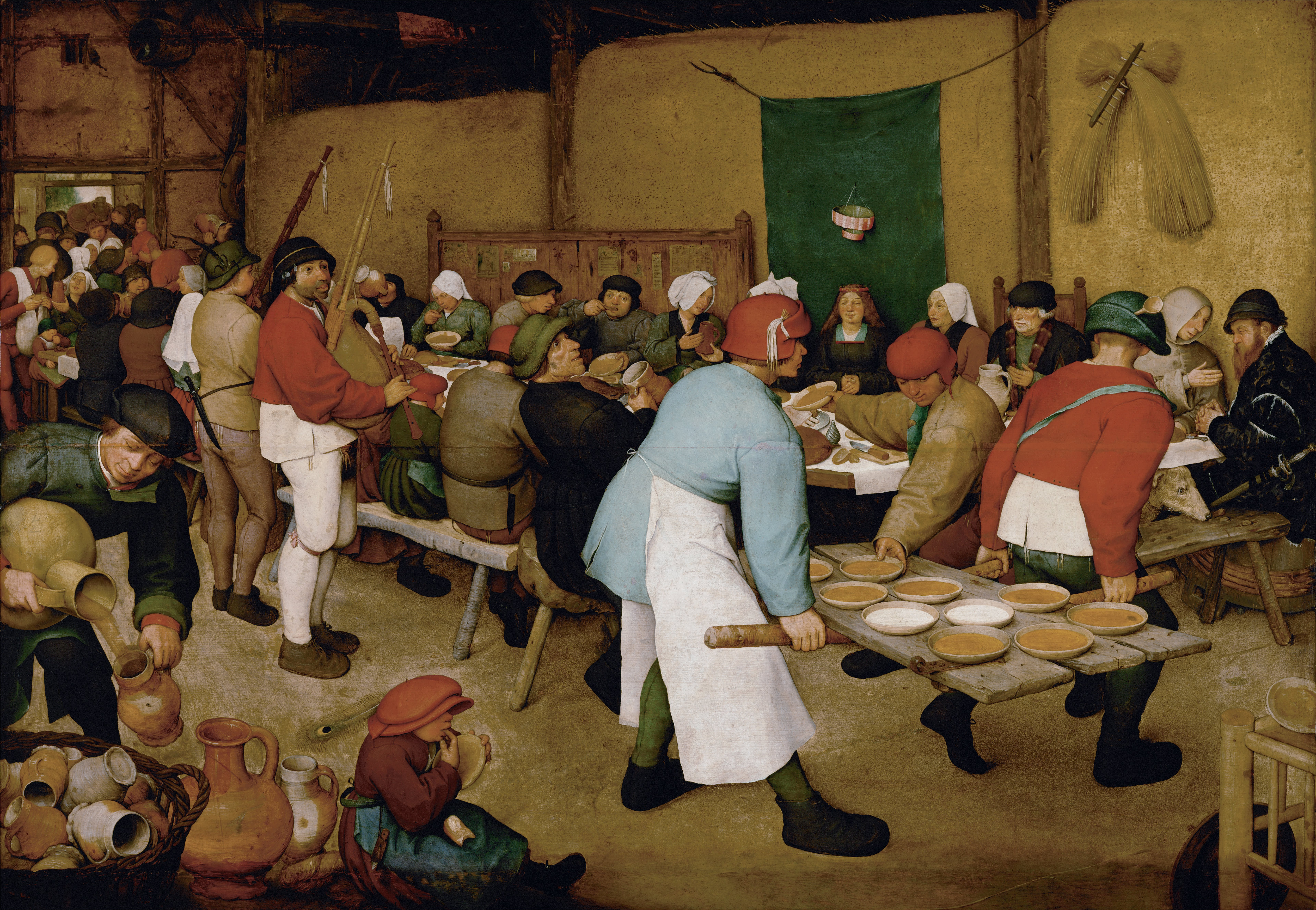
Bondbröllop, 1568.
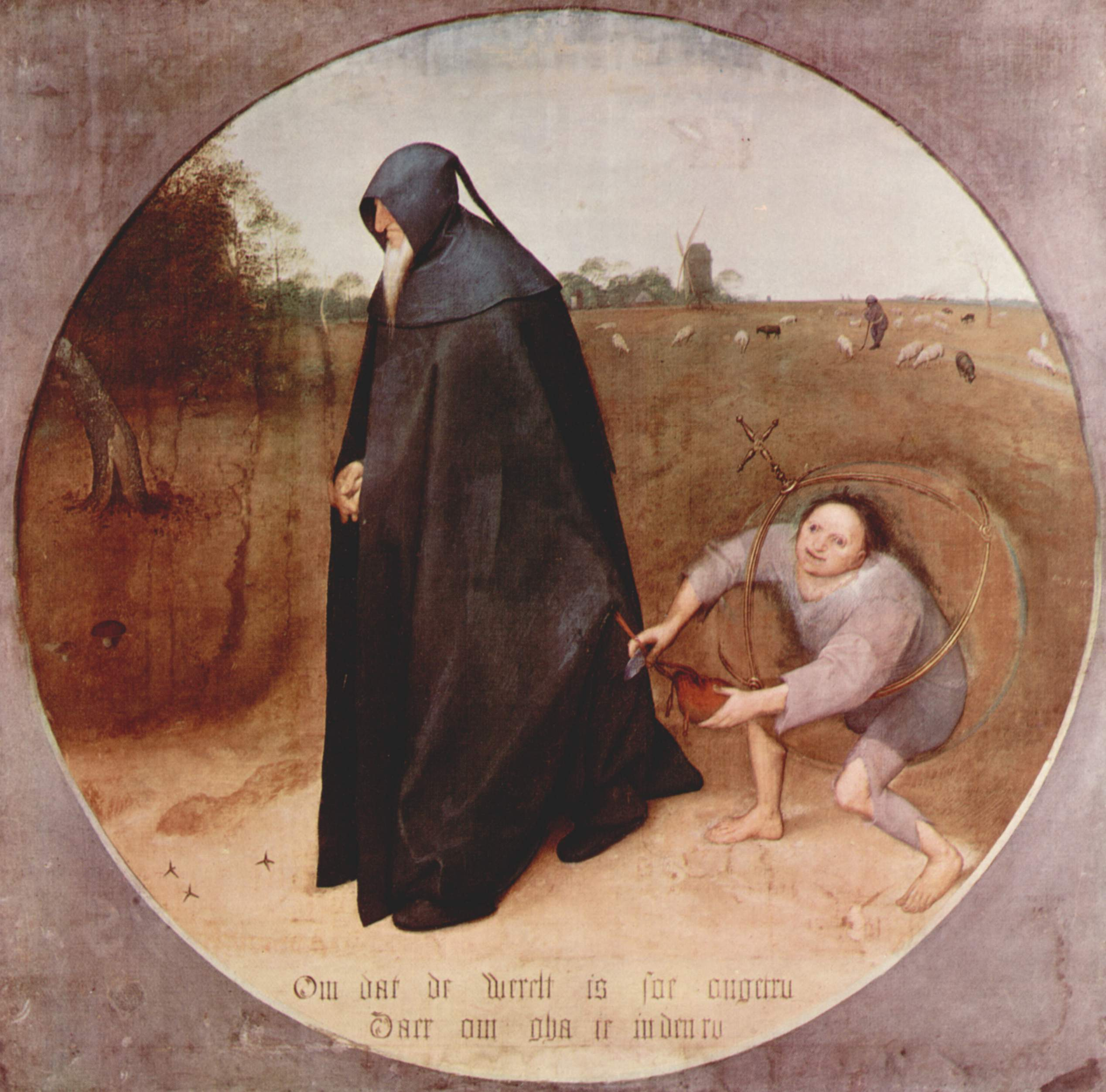
Misantropen, 1568, Museo di Capodimonte
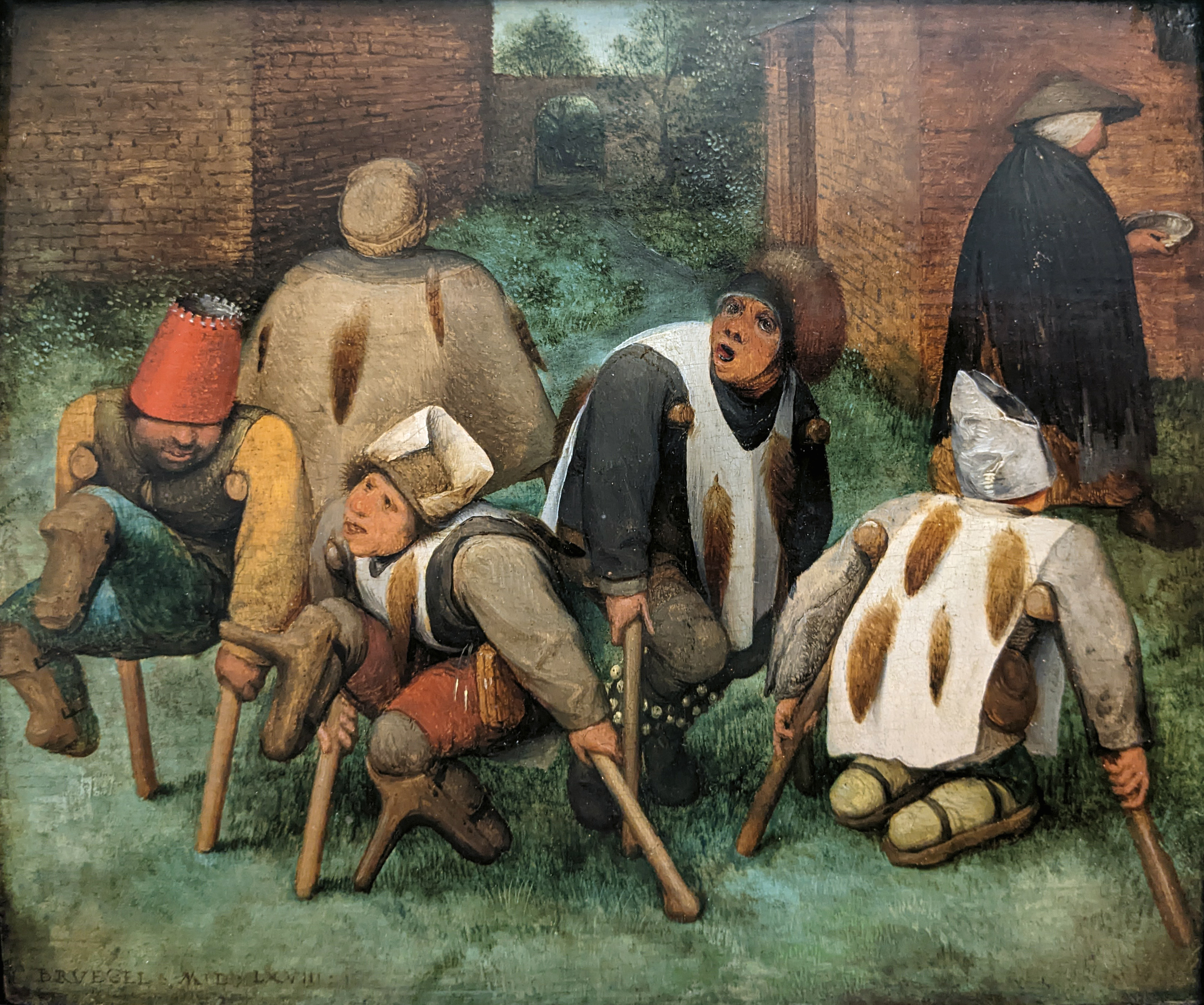
Tiggarna, 1568, Louvren
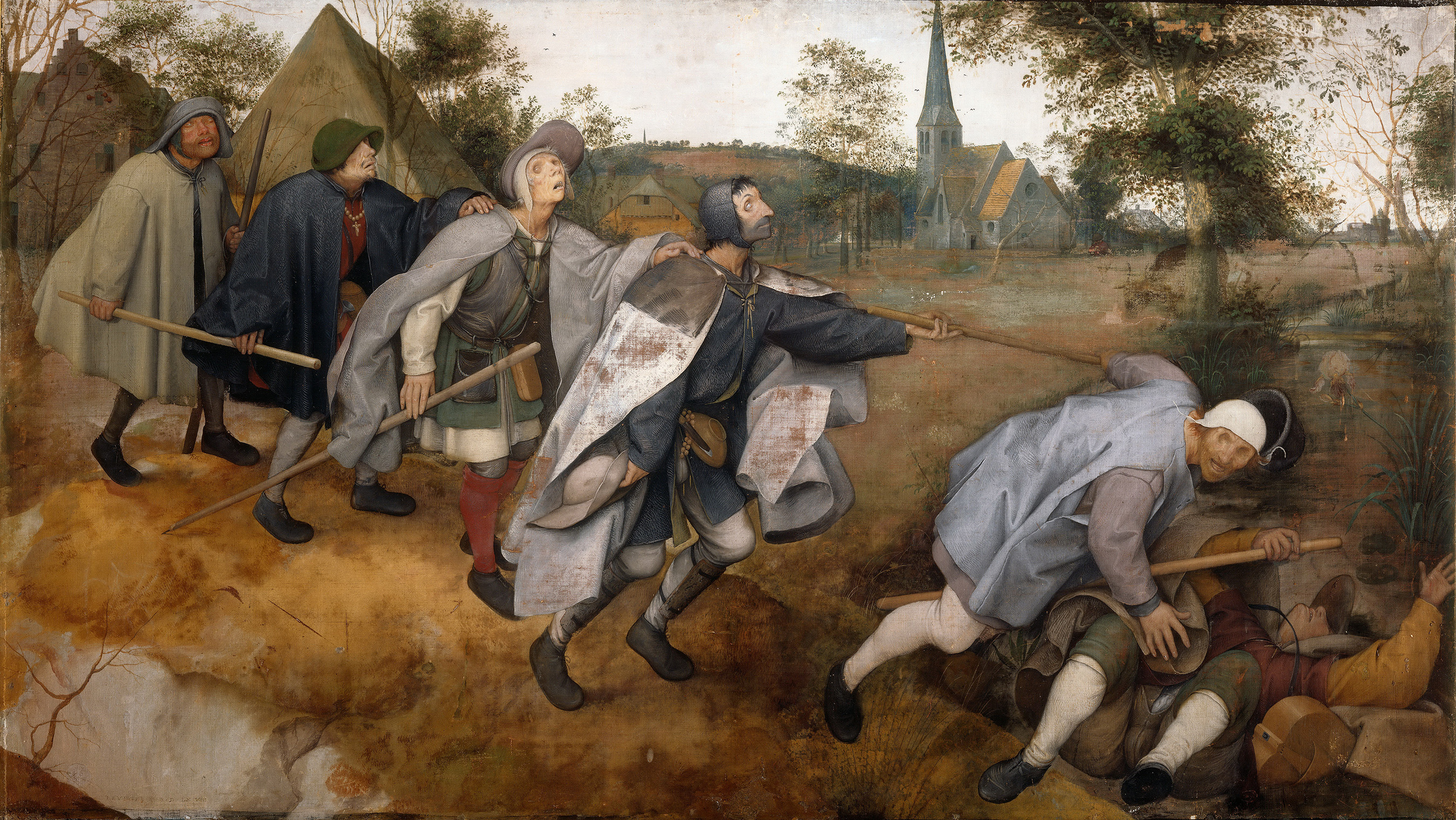
Liknelsen om de blinda, 1568, Museo di Capodimonte.
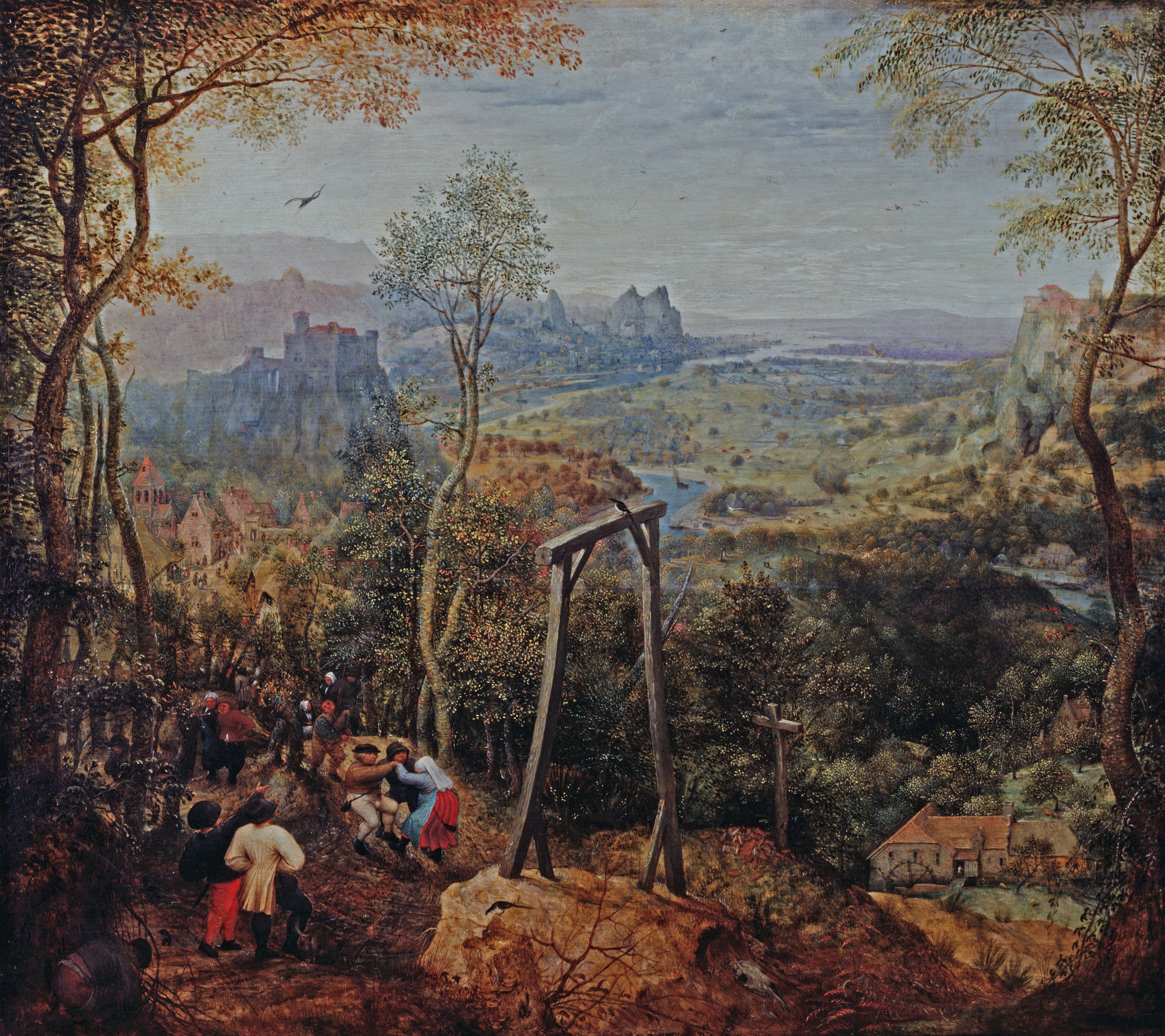
Skatan på galgen, 1568, Hessisches Landesmuseum, Darmstadt
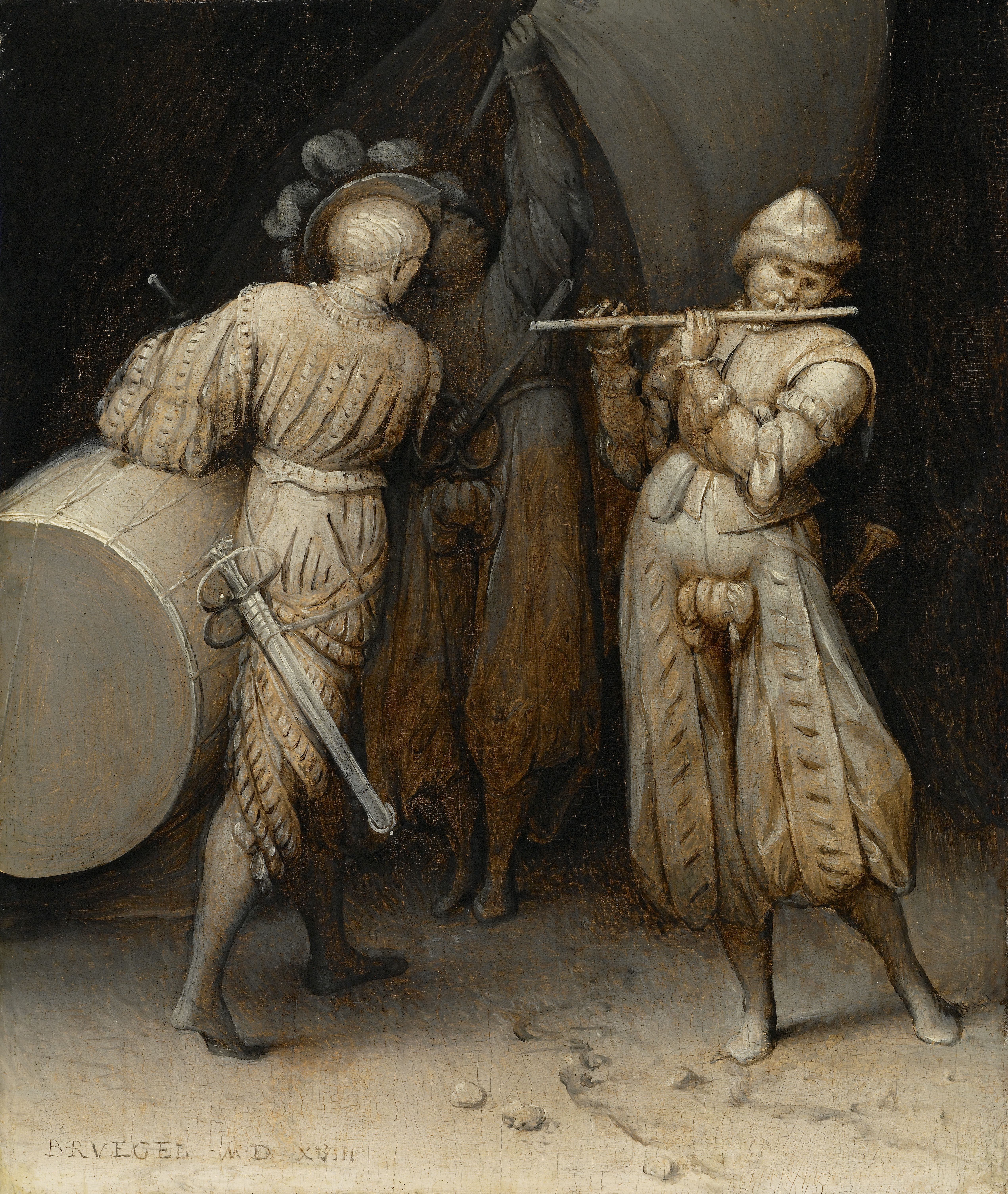
De tre soldaterna, 1568, Frick Collection

## Eftermäle
Asteroiden 9664 Brueghel är uppkallad efter honom. Även tankesmedjan Bruegel är döpt efter honom.